# 林彪
林彪（1907年12月5日—1971年9月13日），原名育蓉，字阳春，一字祚大，號育容、育榮、雨融、毓蓉、尤勇，乳名春儿，湖北黄冈人，原中国共产党和中华人民共和国政治人物，原正国级领导人，中国人民解放军军事家。中华人民共和国开国元勋，中华人民共和国、中国人民解放军的主要缔造者、第一代主要领导人之一。军衔为中华人民共和国元帅。
林彪于1923年6月加入中国社会主义青年团，1925年考入黄埔军校第四期，在黄埔军校加入中国共产党，并参加北伐战争。1927年8月，他参加南昌起義，随后转战井冈山，先后担任红四军军长、红一军团军团长等职，参加历次反围剿战争及长征。抗日战争时期，任八路军115师师长，指挥平型关战役，随后赴苏联养伤。第二次国共内战时期，任东北民主联军总司令、中共中央东北局书记、东北野战军司令员、中国人民解放军第四野战军司令员，指挥辽沈战役、平津战役等作战，攻占了东北、华北、中南、华南、以及海南岛。
中华人民共和国成立后，先后任国务院副总理、中共中央副主席、国防部部长、中共中央军委第一副主席等重要职务。文化大革命爆发的權力重整期間，他選擇追隨毛澤東，一度成为中国共产党二号人物，曾作为中共中央主席毛泽东的接班人被写入《中国共产党章程》及1970年宪法草案。成为法定上的接班人。
1970年第三次庐山会议上，中共中央内部政治集团之間矛盾開始激化，他的集團陷入与康生、张春桥等人的权力斗争，更为重要的是与毛泽东关系的逐渐破裂，导致在政治上旋即失势。1971年9月13日，林彪携妻子叶群、儿子林立果等人从秦皇岛山海关机场乘飞机出走，所乘坐的256号三叉戟专机坠毁于蒙古人民共和国温都尔汗西北约70公里的苏布拉嘎盆地，机上9人全员身亡，无一生还。史称九一三事件，消息曝光後他被打為反革命叛徒，地位由四人幫取而代之。
林彪在抗日战争及国共内战中均有出色表现。林彪是中华人民共和国的重要开国功臣，他指挥的中国人民解放军第四野战军从中国最北端的黑龙江一直进攻至中国最南端的海南岛，歼敌数量多于西北野战军及华北野战军。

## 生平

### 國民革命时期

#### 接受革命思想

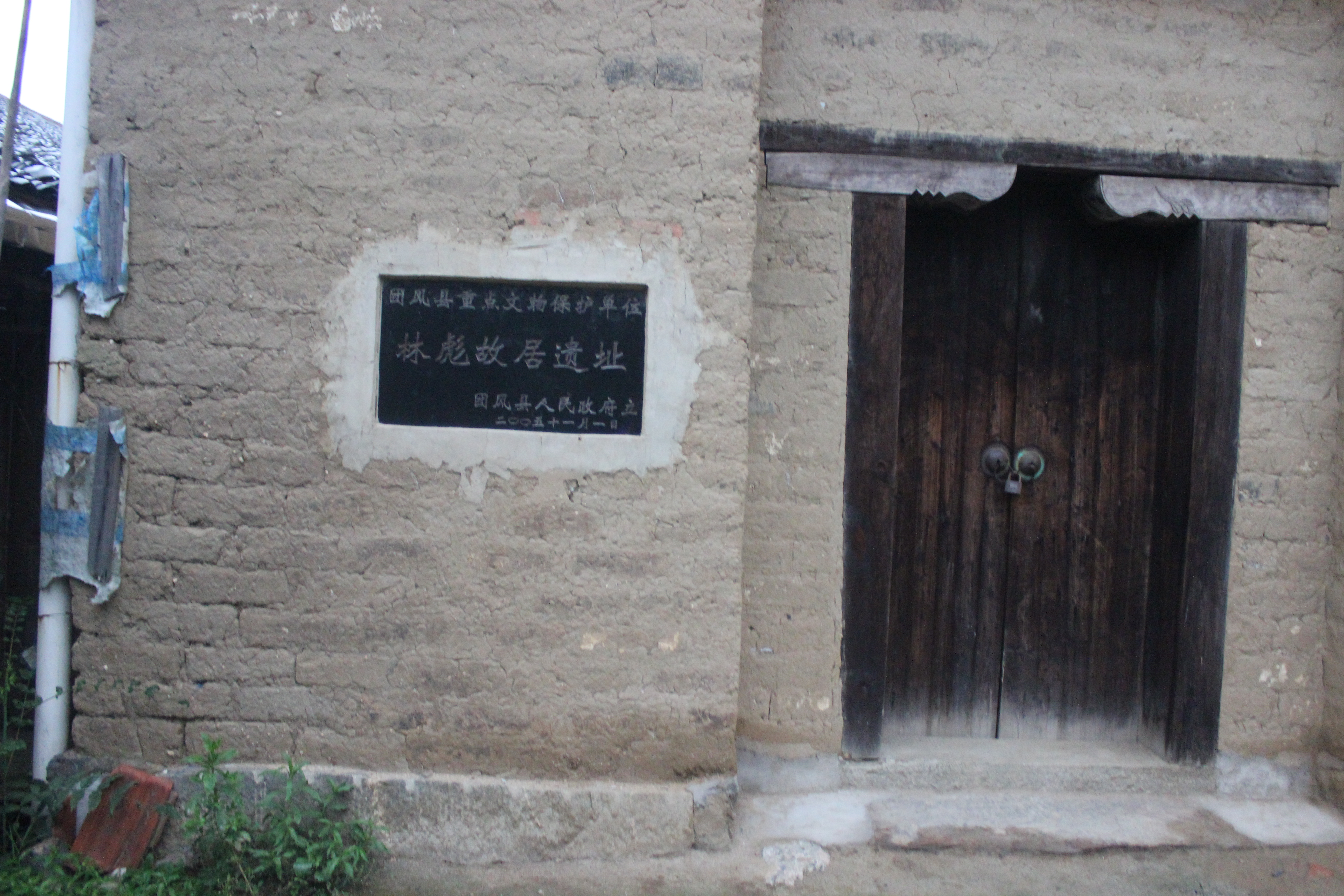
位于黄冈团风县回龙山镇的林彪故居旧址

林育蓉9岁时父亲林明卿供其读私塾，其私塾老师李卓侯是“中国地质学之父”李四光的父亲，早年参加过同盟会，思想开放、知识渊博，李说：“育蓉性子阴柔，不好把握，是龙是虫，一切全靠他自己”。
林育蓉的堂兄林育英和林育南是中共历史上的重要人物。1919年7月，林育南、恽代英筹资创办的浚新学校，林育蓉入读，期间五四运动使各种进步思潮兴起，林育蓉也受到影响。

对联：
读书处处有个我在，
行事桩桩少对人言。

《上巳祀孔记》
孔子为我国周时代人，仁义爱民，为我国之伟人焉，故至今我们人尤敬祀之。中华民国九年八月初五日，为仲秋上丁，全国各学校于此时祀孔，遵古礼也。吾校师生亦祀孔，同学高初共百余人，皆敬祀孔子。因孔子圣人，为我中华教宗也。
1922年3月，在林育南的动员和帮助下，小学未毕业的林育蓉以优异的成绩考入董必武等创办的武昌共进中学，其入学考试作文《论男女同校》受到阅卷老师钱介盘的赞赏。林育蓉经常接触陈潭秋、董必武、恽代英、林育南、林育英等从事革命活动的共产党人，听他们谈论国家大事。
当时林明卿办的布厂陷入困境，在无钱供林育蓉上学的情况下去信叫林育蓉回家种田。1923年1月，林育蓉选择休学半年赚够钱再读书，在林育南的帮助下在小学当代课教师。1924年，他成为共进中学学生运动的领袖、中国社会主义青年团团员，被中共共青团武昌地委指定为共进中学团支部书记。
1925年秋，五卅运动中林育蓉带头参加游行示威。经林育南介绍，他成为中国共产党党员。夏，当选湖北省学生代表，出席在上海举行的全国学联第七次代表大会。当时林家大塆和回龙山一带中学毕业的人很少，林明卿来信要已经毕业的育蓉回乡办私塾当教师，以便关照家庭生活，他没有回信。

#### 投笔从戎
1924年底，根据陈独秀、毛泽东的提议，中共中央要求各地组织迅速在内部选派优秀青年投考广州黄埔军校，为中共培养军事人才。林育蓉想投考的想法得到两位堂哥的赞许。他写信告知父亲，林明卿跑到武汉阻止不成，最终选择放手，还给予一定的经济支持，林育蓉很感动。后林育蓉在上海考试通过被录取。
林育蓉到广州后，由于早就不满名字像女孩子，于是自行改名为林彪，别名尤勇。由于有林育南的引荐信，受到萧楚女、恽代英的照顾。1926年1月，进入黄埔军校入伍生团学习。3月8日，经甄别考试，升入第四期学生总队，被编入步兵科第2团2营3连，他是少数公开身份的中共党员，担任3连中共党支部书记。

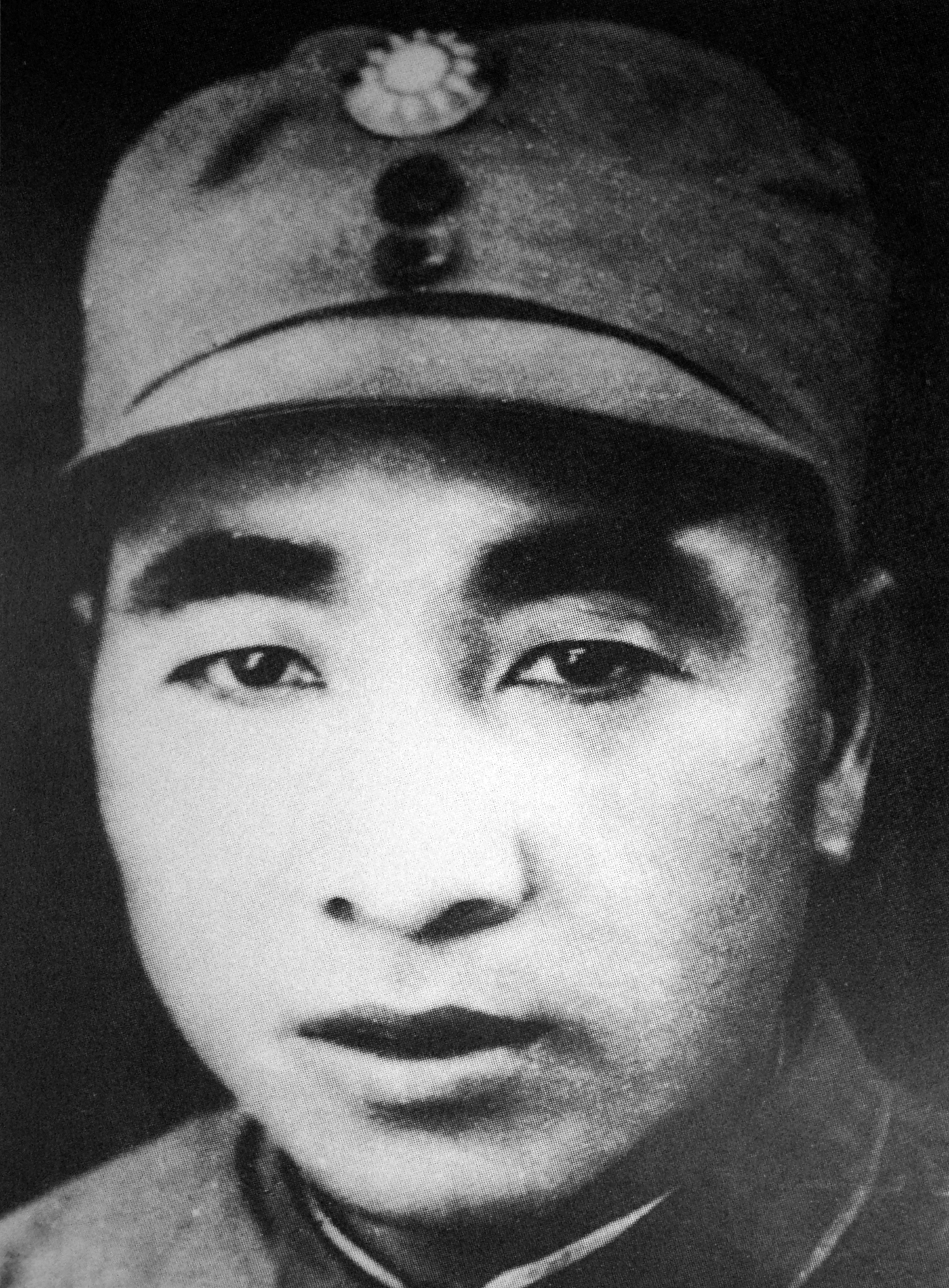
最早期的清晰照

1926年10月4日，黄埔四期学生提前毕业，补充进国民革命军参加第二次北伐战争。

黄埔四期学员誓词：

不爱钱，不偷生。统一意志，亲爱精诚。遵守遗嘱，立定脚跟。为主义奋斗，为主义而牺牲。继承先烈生命，发扬黄埔精神。以达国民革命之目的，以求世界革命之完成。

谨誓。
1926年12月，林彪被教官聂荣臻分派到第4军叶挺独立团2营7连任见习排长，后升任排长。与林彪同连的易水秋回忆：林彪很聪明，连长组织射击训练，他经常帮忙出点子，想办法。他在小铁桶装入白灰做为靶子，铁桶中弹喷出白灰，大大提高了射击趣味性从而提高了训练质量。
1927年5月，林彪升任73团3营7连连长，后所部历经上蔡战斗、临颍战斗。

### 第一次国共内战时期

#### 南昌、湘南起事
1927年4月，蔣介石宣布清党後，林彪依然选择跟随中共。8月1日，中共在南昌发动武装起事。2日，林由聂荣臻、周士第直接率领到达加入暴动。“（林）带领的那个排在这场战斗中打得异常勇敢，林彪始终冲在士兵们的前面”。
26日，会昌战斗。南昌起事的共产党军队进攻拦截的广州卫戍司令钱大钧部万余人，7连一进入阵地，只有20岁的林彪发现面对的国军正面的火力很强，两侧较弱，果断指挥一个排沿着一条干水沟从敌人侧翼进攻，国军招架不住后撤，共产党军队一直追击进会昌城，曾是林彪老师的钱大钧吓得警卫都不要，扔下轿子只身骑马逃走，团部、营部均表扬了7连。
10月，南昌起事的主力几乎覆没。下旬，林彪所在南昌起義一部到达江西信丰镇城西（天心圩）。由于途中部队人数锐减且不少高层离开，朱德召开了全体军人大会，宣布这支部队今后由他和陈毅领导，并说：“愿意继续革命的跟我走，不愿再幹的可以回家，来去两便，绝不勉强”。陈毅、粟裕、陈士榘和萧克描述，林彪和一些黄埔军官学校出身的军官找到陈毅劝他一起走，陈拒绝，林等留下枪后离开，后遇到困难又归队，陈当着官兵面狠狠地批评了林，但仍让其担任七连连长将功补过，林彪后来指那是战略转移。
1928年1月，朱德所部改编为工农革命军第1师，林彪任1团2营2连连长。1月12日－3月中旬，朱德、陈毅率部发动湘南暴动。期间国军桂系李宜煊师一个团进攻耒阳，朱德率部撤出耒阳城，国军2月26日占领，林彪率领2连在几百农军的配合下，在附近的敖山庙伏击国军陈壁虎营，歼敌100余人（一说400余）。
3月1日，朱德率部攻打耒阳城，受挫向郴州方向退却。是夜，白天没参加战斗（可能是没赶到）的林彪在3000农军的配合下，指挥2连突然发起攻击，守军混乱中略略抵抗一下，伤亡了五六十人就开始败退。12日，朱德提拔林为1营营长。

#### 井冈山会师
1928年4月28日，林彪随朱德、陈毅部与毛泽东秋收起义所部等会师井冈山。毛下山迎接时见林在路边给部队讲话：“这个土匪，那个军阀，只要有枪，就有块天下。我们红军也有枪，红军也能坐天下。”次日，毛让林给井冈山红军做《红军能够坐天下》的报告。5月25日，会师的部队改称工农红军第四军（简称红四军），林任10师28团1营营长。
6月，江西的国军对井冈山发动第四次“进剿”。6月23日，红28团发动七溪岭战斗，采取林彪的“从全团连排干部中，挑选一部分骨干组成冲锋队，配备短火器，每24人为一冲锋集群，编成十余个集群，轮番向敌人猛冲猛打”战术，取得胜利。8月25日，林彪代理红四军第一主力红28团参谋，11月升任团长，这时候他已经成为红四军的四号人物。
冬，林彪提出的“买东西要付钱”和“要讲卫生，盖厕所离家要远”，使毛泽东提出的著名的“三大纪律六项注意”扩充为“三大纪律八项注意”。
林彪早期指挥部队的两、三次后撤在九一三事件被揭发批判，陈士榘则指这种为保存自己部队实力而后撤的“山头主义”情况中共军队出现过不少。
1929年1月，工农红军第四军错误地决定彭德怀部留守，主力离开根据地，导致连连败仗。2月10日－11日，大柏地战斗。红四军在军队每人只有20发子弹的情况下做出“最后一掷”，伏击了冒进的刘士毅部，战至第二天上午弹尽粮绝，许多士兵用树杈、石头、空枪与刘士毅部搏斗，获得胜利，俘800余国军，毛泽东表扬红28团战斗力强，能打硬仗。
3月，红四军将原来团的建制改为纵队，编为3个纵队，21岁的林彪任主力第一纵队纵队长（又称司令，师长级），陈毅任党代表。
这时的林彪不接近士兵和下级干部，从来不和下级漫谈、说句笑话。他说“带兵要严，以菩萨心肠，行霹雳手段”。1929年夏，闽西虎冈纵队司令部一勤务员拿了平民一点财物，林叫来问了几句，立即拔手枪打死。当年12月在古田，第一支队部一炊事员偷了一双鞋，查获后该支队支队长王良、政委李赐凡向林面报，林立即指示要执行纪律，由支队枪毙。
5月23日至6月19日的龙岩战斗中。红四军三次攻占龙岩，第三次时的突袭将守城的陈国辉旅2000余人歼灭，毛泽东、朱德表扬红一纵队在龙岩的两仗打得十分漂亮。
6月22日，红四军召开第七次代表大会，毛泽东和朱德两人由来已久红军的建军问题的分歧爆发，朱德反对毛的“党管一切”观点，林彪支持毛的观点，会议上支持朱德观点的人占多数，毛被选下前委总书记的位子，会后毛离开红四军“养病”。12月29日－30日，古田会议。会议通过决议，全盘接受了毛泽东的建军主张。毛泽东获得红四军领导权，重新当选前委总书记，林彪当选总前委委员，进入红军决策层。

#### 反围剿战争
1930年2月，23岁的林彪升任红四军军长，6月，所部扩编，工农红军第一路军成立（后改称工农红军第一军团，简称红一军团），林彪任第一主力的红四军军长。

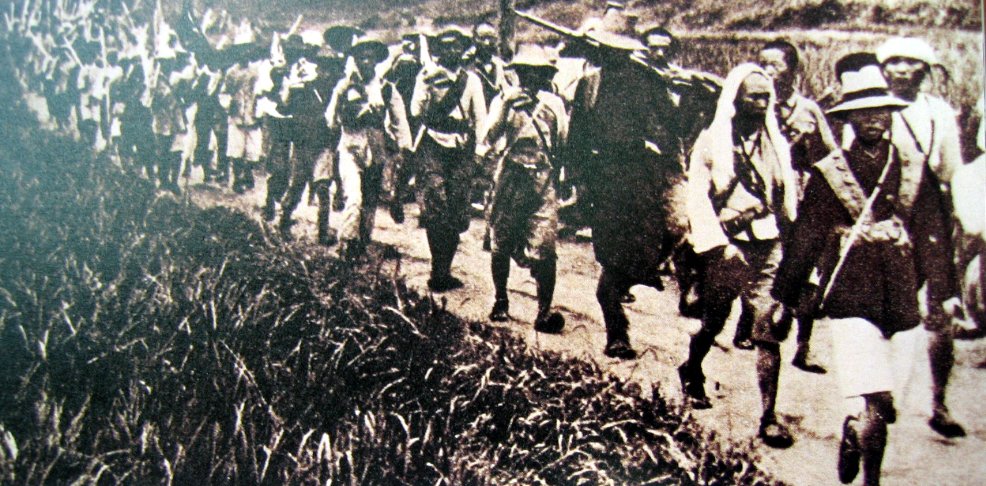
装备简陋的红一方面军在反围剿战争中

10月－次年1月，红一方面军第一次反围剿战争。蒋介石调集10余万人，在鲁涤平的指挥下，进攻红一方面军4万余人。毛泽东在作战会议上问林彪：“红四军这次又是啃的硬骨头，你对粉碎蒋介石的反围剿作战有信心没有？”林彪和罗荣桓同时答道：“有信心！”。12月30日，龙冈战斗，红四军作为主攻，和红三军团、红三军、红十二军围歼了国军突进的张辉瓒部，歼灭国军近万人。
1931年4月－5月，红一方面军第二次反围剿战争。蒋介石调集20万人进攻红一方面军，林彪指挥的红4军在富田战斗、白沙战斗、中村战斗皆表现出色。7月－9月，红一方面军第三次反围剿战争。蒋介石调集30万人进攻红一方面军。林彪指挥的红4军在良村战斗、黄陂战斗、方石岭战斗皆表现出色。
1932年3月12日，红四军、红十二军合编为红一军团，25岁的林彪升任军团总指挥（后称军团长）。4月，漳州战役。红一方面军歼国军两个旅大部，俘2300人。7月2日－10日，南雄水口战役，击溃国军15个团。8月16日－23日，乐安宜黄战役，歼国军3个旅，俘5000人。11月16日－次年1月8日，金溪资溪战役，歼国军一个旅又一个团，俘4000余人。
1933年2月－3月，红一方面军第四次反围剿战争。蒋介石调集约50万国军在何应钦的实际指挥下，进攻约7万红军。2月27日－3月1日，黄陂战斗。林彪首次指挥大兵团作战，统一指挥红一军团、红三军团、红21军取得胜利。3月21日，草台岗战斗，林彪指挥红一军团消灭了陈诚赖以起家的王牌11师。两次战斗歼灭国军1.9万人。
1933年10月，共产国际派李德任中共中央军事顾问，得到红军新领导博古等的支持，执行“王明路线”，毛泽东失去了指挥军队的权力。李德一改红军擅长的运动战和游击战，改以阵地战、堡垒战，要求红军在战略上采取“堡垒对堡垒”、在战术上采取“短促出击”对付国军“第五次围剿”。12月－次年10月10日，红一方面军第五次反围剿战争。蒋介石调集100万国军，并以50万重点进攻中共中央苏区。国军用重炮炸掉红军简陋的堡垒，而红军采用李德的战术在阵地战中攻击国军堡垒，因缺乏重武器连吃败仗。
8月31日－9月3日的温坊战斗，林彪指挥的红一军团和兄弟部队采用运动战，毙伤国军2000余人，俘2400余人。但这次“第五次反围剿”以来少有的胜利并没有扭转整体战局。

#### 随中央红军战略转移

工农红军战略转移路线(兩萬五千里長征)

1934年10月10日，博古、李德等率红一方面军（又称中共中央红军）8.6万余人以向西突围离开根据地，与红二军团、红六军团会合的方式对付国军“第五次围剿”。林彪率红一军团1.8万人和彭德怀所率红三军团负责开路。
1935年1月15日－17日的遵义会议上。聂荣臻描述林彪无论在会议前和会议上“都没有讲什么话，他的态度是暧昧的”。伍修权、李富春也说林一言不发或没有讲什么话。但《林彪日记》描述：“林彪即席发言，表示完全同意毛泽东的发言，重申他的观点，批评中革军委在战略指导思想上的错误以及因指挥失当而贻误战机的战例。林彪列举温坊战斗未执行中革军委错误的作战方针，而坚持诱敌深入在运动中消灭敌人而取得胜利的事实，证明毛泽东的战略战术正确。”。
中央红军四渡赤水后，林彪在给中央“三人小组”写的信中建议变动人事，要求撤换毛泽东，但未被采纳。
1935年5月，红一方面军强渡大渡河後，林彪率未渡河的红一方面军一部奔袭泸定桥，先头部队红4团强行军，历经数场战斗于25日到达泸定桥一侧，后到的林彪迅速开会研究部署夺桥方案。红4团经2小时成功攻占。对此毛泽东说：“过大渡河是红军长征途中最关键的事件。如果在那里失败了，它就很可能被消灭。这种命运，在历史上早有先例”。

#### 过雪山草地到达陕北

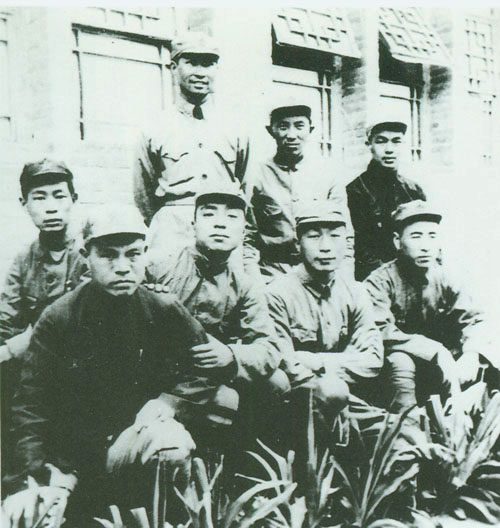
1937年5月，部分红军将领于陕西旬邑织田镇合影。蹲者左起：周子昆、乐少华、杨尚昆、聂荣臻、林彪；站者左起：陈赓、罗瑞卿、周昆。

刘忠回忆：“林军团长在长征中经常生病，健康情况不很好。当红军翻过几座大雪山，要进入草地的时候，他的身体更加虚弱了。”“（有些草吃了会中毒，大家
把找到的大部分野草拿去给林彪看），凡是没人吃过的草，他都要亲自尝尝，亲自试试，并且还常常骑上骡子亲自到野外找，找到能食用的野草，就拿到各单位去介绍，或用文字通报全军”。
1935年6月16日－17日，林彪指挥了腊子口战斗。11月20日－23日，直罗镇战役，林彪指挥红一方面军毙伤国军约1000人，俘5300余人。1936年2月20日－5月5日，东征战役。林彪亲自在一线侦查地形为部队选择好强渡黄河的渡口，红一方面军渡过黄河，进攻山西阎锡山等部，歼灭国军约7个团，俘4000余人。
这时包括林彪等人向毛泽东提议成立培养红军干部的大学获批准，1936年6月1日，红军大学成立，林彪调任校长进行教学，不再任军团长。次年1月学校更名中国人民抗日军事政治大学（简称“抗大”），林兼任学校政委。

### 第二次世界大战时期

#### 参与抗日战争

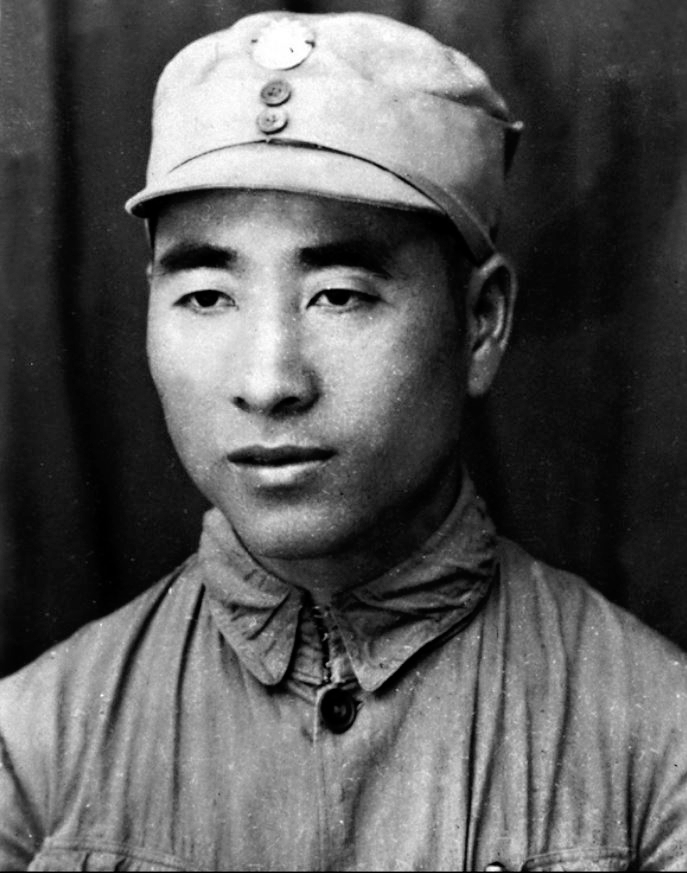
115师时期照

1937年7月28日，日军对华北发动全面进攻，中日全面战争爆发。8月25日，国共第二次合作，红军改编，红一军团和红十五军团改编为国民革命军第八路军第115师，林彪任师长。
1937年9月，在与国民政府军合作的平型关战役期间，林彪预判日军进军路线及视察相关地形后，决定不采纳毛泽东五封予以阻止电报意见，以“将在外，君令有所不受”为由回拒，他当时用湖北腔叫通信员回报只一句话“偕（湖北话读作ha，意为‘都’，下同）是中国人，有么事（什么）把戏（花招）看的，偕有义务打日本矮子”。其设下埋伏后放过日军的先头部队。

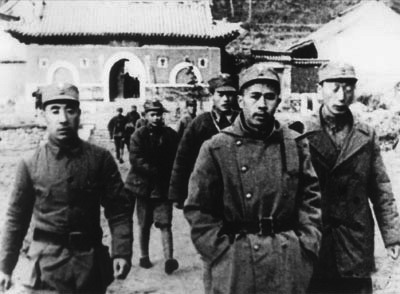
林彪、任弼时、聂荣臻（1937年9月）

9月25日，林彪指挥115师主力在平型关东北数十公里处，全歼日军板垣征四郎师团第21旅一辎重部队，115师余部阻碍了日军在两个方向上的增援部队，其中独立团在腰站战斗中击退了第九旅团一个联队，并对其追击，合共歼灭日军527人(受日本外务省特别津贴的日本冈山大学近代史教授姜克实根据日本方面的战报和新闻报道统计得）。此役取得中国军队主动出击作战的首次大捷，打破了“日军不可战胜”的“神话”。平型关战斗後林彪名声大噪，但他家里也因此被日军报复烧毁，林明卿举家逃难三年，逃到湖南，程潜得知，立即着人寻找，并且给林明卿盘缠，使得林明卿顺利到达重庆，并且到达延安，毛泽东亲自接见林明卿，还送给他一套棉衣，林明卿逢人便说这是毛主席送给我的。林彪的母亲和四弟的妻子、女儿等五人死在路上。
10月17日，林彪总结了12条与日军作战的经验发表《平型关战斗的经验》。
林彪统一指挥所部及129师一部进行作战。11月2日，日军第20师团40旅团（旅团长山下奉文）79联队逼近昔阳城西马道岭，林彪指挥一个营节节阻击迟滞日军，掩护主力完成伏击部署，日军日行程仅7公里。11月4日，第一次广阳战斗。林彪指挥115师仅343旅在广阳至松塔镇地区伏击日军一个步兵大队和辎重大队，4小时歼灭日军近千人结束战斗，343旅伤亡200余人。11月7日，第二次广阳战斗中129师3个团伏击歼灭日军250余人。
12月5日，林彪写出《抗日战争的经验》，总结了十五条打击日军的经验。12月22日，林给八路军总政治部主任任弼时写信：
我对时局很想了解全般情况，但苦无材料，同时自己分析力量更缺乏。我近来在抽象设想中也得到一些感想，故以姑妄言之的方式向你陈述如下……
日本在中国的战争不是一举灭亡全华的，而是逐步鲸吞的。盖如此才便消化与对付国际上的嫉妒。
林彪分析了世界形势，认为各强国皆不会对日主动战争，指出：
中日战争可能发展为世界大战。中国应坚持打到底的方针，使此战蔓延成为世界大战。成为世界大战时，中国才更能胜利，世界革命也乘机发展与胜利。

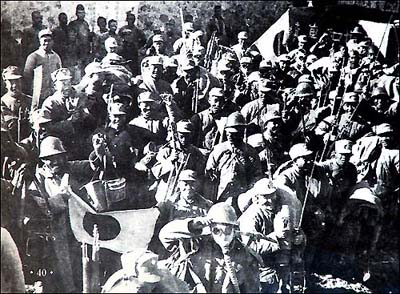
在平型关缴获的部分军需物资

此后林彪任内的115师还经历了冯家沟战斗、曲阳战斗、晋察冀反八路围攻战役、温塘战斗。
1938年1月13日，林彪同朱德、彭德怀、刘伯承、贺龙赴洛阳，出席由蒋介石召集的第二战区师以上将领会议。

#### 赴苏联养伤
1938年3月2日，115师师部行军经过阎锡山部第19军（军长王靖国）第70师（师长）隰县北部千家庄村的防地，尖兵已经通知晋军班哨，但班哨还没来得及向连哨通报，骑马走在前列的林彪（身穿灰色面料、丝绵里子的八路军干部大衣）就被晋军连哨王潞生开枪击中，背部脊椎左侧一寸远中弹受了贯通枪伤，并被打断半寸长的一截肋骨。115师司令部卫生所长彭芸生为林彪止血包扎。晋军军长王靖国派参谋长当面向林彪道歉并表示慰问。115师师部按照预定计划继续行军，政委罗荣桓安排师卫生部部长谷广善护送林师长回延安。谷广善要求师保卫部长朱涤新一同护送。最终朱涤新率一个警卫连，谷广善带两名医护人员和一名勤务兵当日就离开师部护送林彪西行。伤后六七天背部的伤口已经愈合可以下地行走几步。渡黄河时遇上延安专门派来迎接的医疗专家江一真，谷广善把林彪移交给江一真后就东返追赶师部。
这一事故给林彪留下了困扰终生的自主神经紊乱症，而后他终生常注射麻药止痛。
林彪被送回延安治疗，毛泽东罕有的骑马15公里迎接。林边休养边参加“抗大”工作，发表《关于抗大教育方针的讲话》、《论华北正规战的基本教训与游击战争的发展条件》、《关于军队领导问题的报告》等文章。毛说：“我们的抗大，要培养出几百个，几千个，几万个像林彪同志那样的干部来”。
1938年11月六届六中全会后，林彪赴苏联继续就医。据称因苏联医生使用药物过量，损伤了林彪的神经机能，形成了怕水、怕风、怕感冒、容易拉肚、出汗等一些后遗症。这种病的病情会随着年龄的增长而加重，根治的方法是手术把疤取掉，可这种手术非常危险，九死一生，最终手术没做成。病情被加重后林彪开始不信西医，自己研究中医书给自己开药。
1940年3月，林彪接替回国的任弼时，任中共驻莫斯科代表团负责人。6月，苏联《共产国际》杂志发表了林彪长达1.2万字的《中国人民的三年民族解放战争》。

#### 参与苏德战争

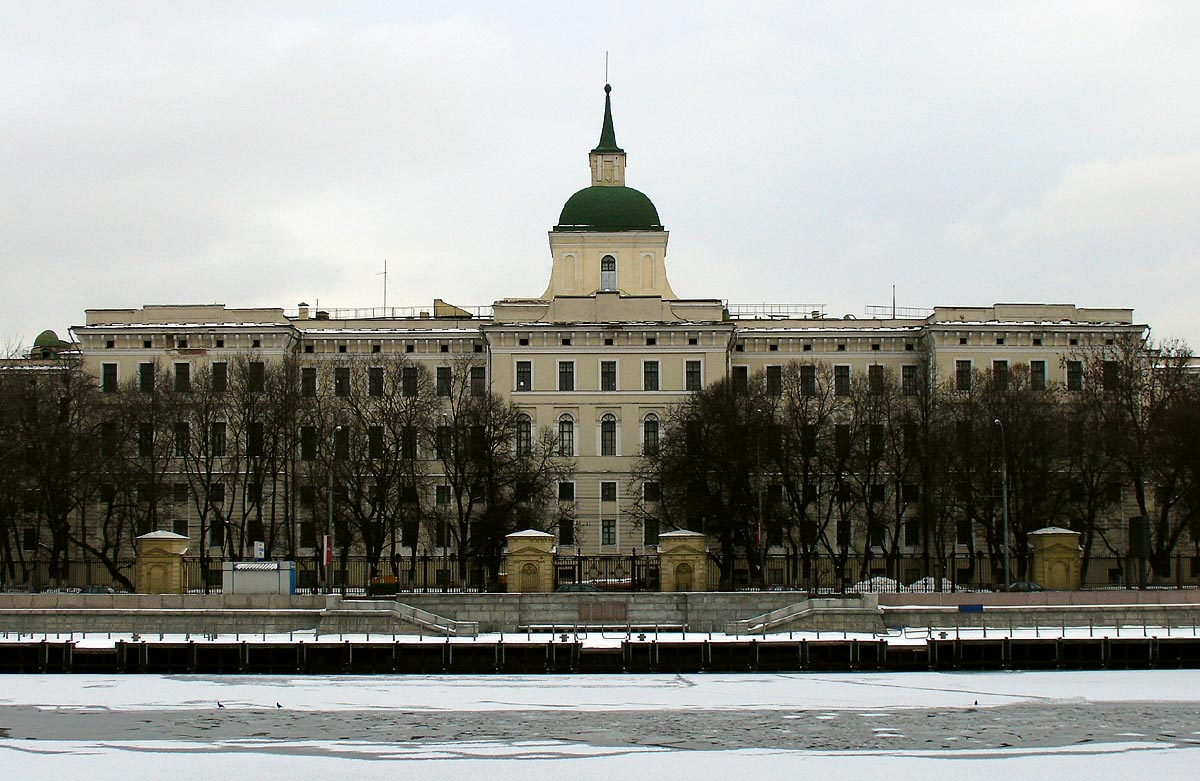
苏联伏龙芝军事学院

据陈士榘在延安听到的传说，林准确地判断德军会绕过法国的马其诺防线，从侧翼作大规模迂回进攻法国，林彪又向苏联将帅解释道“在中国苏区反‘围剿’斗争中，我们中国红军经常使用这种战术”。
1941年6月22日，苏德战争爆发，林彪等由伏龙芝军事学院的将级教官授课，约9月，被编入苏联红军参加战争。刘亚楼描述，战争爆发後，“对于希特勒的某次行动，他有一个估计告诉了当时苏方相当重要的军事当局，以后敌人的行动，证明他估计中了。”受到高度重视。

#### 回延安及重庆谈判

1945年延安七大期间，林彪和贺龙等人在把玩一支狙击步枪

1941年底，林彪回国，1942年1月5日，飞抵兰州，与第八战区司令长官朱绍良会谈。1月16日，林彪抵达西安，与第八战区副司令长官胡宗南会谈。2月8日林彪返回延安，惯于晚睡晚起的毛泽东破例起个大清早去迎接（朱德、周恩来、任弼时从前线或苏联回来时毛都没有迎接）。回来的林彪继续任“抗大”校长并任中共中央党校副校长，参加了当月毛發动的延安整风运动，作家舒云指林一向对“抢救运动”敬而远之，没有整过一个人。
1942年9月14日上午，林彪作为毛泽东的代表，在八路军驻西安办事处处长伍云甫陪同下从延安出发前往西安见蒋。由于连日暴雨，道路被冲坏，交通受阻，直到17日下午才到西安。此时蒋介石已返回重庆。9月29日林彪乘汽车赴重庆，10月7日到达八路军驻重庆办事处。10月13日，他在国民党军事委员会政治部部长张治中陪同下去见蒋介石。林彪表示：“毛泽东一再告学生（林），今后两党应当彼此接近，打成一片，以求现在能精诚合作，更求将来永远团结。......中共虽奉行共产主义，但绝不能照马克思、恩格斯、列宁、斯大林之具体办法......依样行之于中国。目前彼此作风各异，一时尚难强同。吾人唯依三民主义与抗战纲领努力......盼于委座领导之下，奠立巩固基础。以底于最后成功”。12月16日下午，林彪在张治中陪同下，第二次去见蒋介石，要求解除对陕甘边区的封锁，接济中共军队军饷、弹药、药品，没有结果。至次年6月28日，他协助周恩来与蒋介石进行再次重庆谈判，期间蒋多次指示戴笠争取将林拉到国民党阵营，未成。1943年6月7日，蒋介石接见周恩来和林彪，同意他们回延安。6月28日，林彪和周恩来、邓颖超等100多人乘卡车离开重庆返回延安。1943年7月16日，林返回延安。1944年10月18日，发表《今年怎样练兵》。

### 第二次國共內戰时期

#### 赴东北掛帅
1945年6月，鉴于山东抗日根据地党政军总负责人罗荣桓得了严重的肾病，中央决定派林彪到山东出任八路军山东军区司令员，罗荣桓任山东分局书记、山东军区政委，如罗荣桓因病休养则由林彪代理罗荣桓的职务。1945年8月25日，林彪、刘伯承、邓小平、陈毅、薄一波、陈赓、陈锡联、陈再道、张际春、滕代远、杨得志、肖劲光、邓华、宋时轮、李天佑、王近山、傅秋涛、黄春甫（江华）、聂鹤亭、邓克明等20多名高级干部乘坐美军运输机从延安飞抵黎城县长宁机场。林彪在太行山八路军前敌总部和早几天到达的叶群会合，住了一周左右，继续往山东走。1945年9月上旬，在豫北越过平汉路走了七、八里地与一股日伪军遭遇，夜间战斗中林彪的女儿林豆豆差点丢了，同行的陈毅急忙布置人回到铁道附近去找。第二天，八路军冀鲁豫军区派汽车来接，到了濮阳的冀鲁豫军区驻地，休息了几天。
1945年9月中旬，中共中央决策抢占东北。9月12日，中央从延安致电正在重庆的毛泽东：是否考虑派一个得力的军事指挥员去东北？1945年9月17日，主持中央工作的刘少奇给在重庆谈判的毛泽东和周恩来的电报中提出：“为了加强冀热辽地区工作，应即成立冀热辽中央局，派高岗、(李)富春、康生等去工作，并须组织强有力的军事指挥机关，以陈毅或林彪或徐向前去担任。”9月19日，毛泽东和周恩来从重庆致电中共中央转张云逸（新四军代军长）、饶漱石：同意陈毅、饶漱石去山东，罗荣桓、萧华去东北，林彪去热河，越快越好。9月19日刘少奇负责的中共中央发电：“成立冀热辽中央局，并扩大冀热辽军区，以李富春为书记，林彪为司令。罗荣桓到东北工作。”。
9月22日，林彪在濮阳致电山东分局、华中局并转中央：
为坚决执行军委的意图，拟由此间经冀中直到冀东，布置冀热辽一带的地方工作，发动群众，组织武装，并准备和训练军队，建设炮兵，以及进行布置战场等工作。因此我及萧劲光等，为争取时间起见，拟不去山东。
9月24日，林彪致电军委，表示将以最大努力来完成中央所给之重大任务，并告动身的具体时间：我与萧等现在濮阳军区，拟25日动身经冀南、冀中、冀东，需时月余可到。冀鲁豫军区参谋长曹里怀率冀鲁豫第21团和少数干部编成的干部队，从濮阳出发，护送林彪、萧劲光、邓华、李天佑、聂鹤亭、江华等首长离开上拐村，经冀南抗日根据地的南宫县、冀中的河间、霸县等地转道前往热河赴东北。1945年10月17日，林彪在冀中接刘少奇起草的中共中央电报，“由于东北情况紧急，林彪及到冀东的部队决定速开东北。” 林彪一行于10月18日夜越过京山铁路，10月19日上午抵达冀东抗日根据地的香河南部。 10月19日，中共中央向东北局发出了《关于集中主力与国民党争夺辽宁、安东的方针》。10月20日，毛泽东起草的中央军委致林彪、萧劲光电：“（一）你们两人均赴沈阳，愈快愈好。”10月23日，中共中央指示东北局：“竭尽全力，霸占全东北”。高岗说：“‘勾子（屁股）’靠着苏联，只要把脸面前海上陆上几个口子一堵，东北就是我们的了！”。林彪10月25日到山海关，东北局派火车迎接，于28日到锦州，10月29日到沈阳与彭真的东北局会合。
1945年10月30日，蒋介石任命杜聿明为东北国军最高统帅（东北保安司令长官），并陆续调来国军精锐挺进东北，这些国军大部分美式装备，经过美军训练。
1945年10月30日，毛泽东致电彭真："林彪现在何处？" 同日，刘少奇起草签发的中共中央致林彪、肖劲光电：“你们现在何处？中央前电要你们即速赶到沈阳，收到否？你们意见如何？久未得复，甚为焦念。现美蒋军急于在营口、葫芦岛登陆，苏军恐怕难以拒绝，我军必须坚决阻止蒋军进入东北。在此情形下，冀东战略地位已不如沈阳重要，望你们星夜赶去沈阳指挥作战。” 因而，拟定的中共冀热辽中央局实际未能成立。1945年10月31日，中共中央致电东北局：“决定我党部队及东北抗联部队正式组成东北人民自治军，林彪任东北人民自治军总司令”。
11月21日，林彪表示“应准备放弃锦州以及以北二三百里让敌拉长分散后，再选弱点突击”。
1946年2月13日－14日，林彪指挥身边的东北民主联军1师和3师7旅发起秀水河子战斗，部队首次运用他发明的“一点两面”和“三三制”战术，歼灭冒进的一部全美械国军1600余人，自伤亡946人。

#### 失利及逆转困境

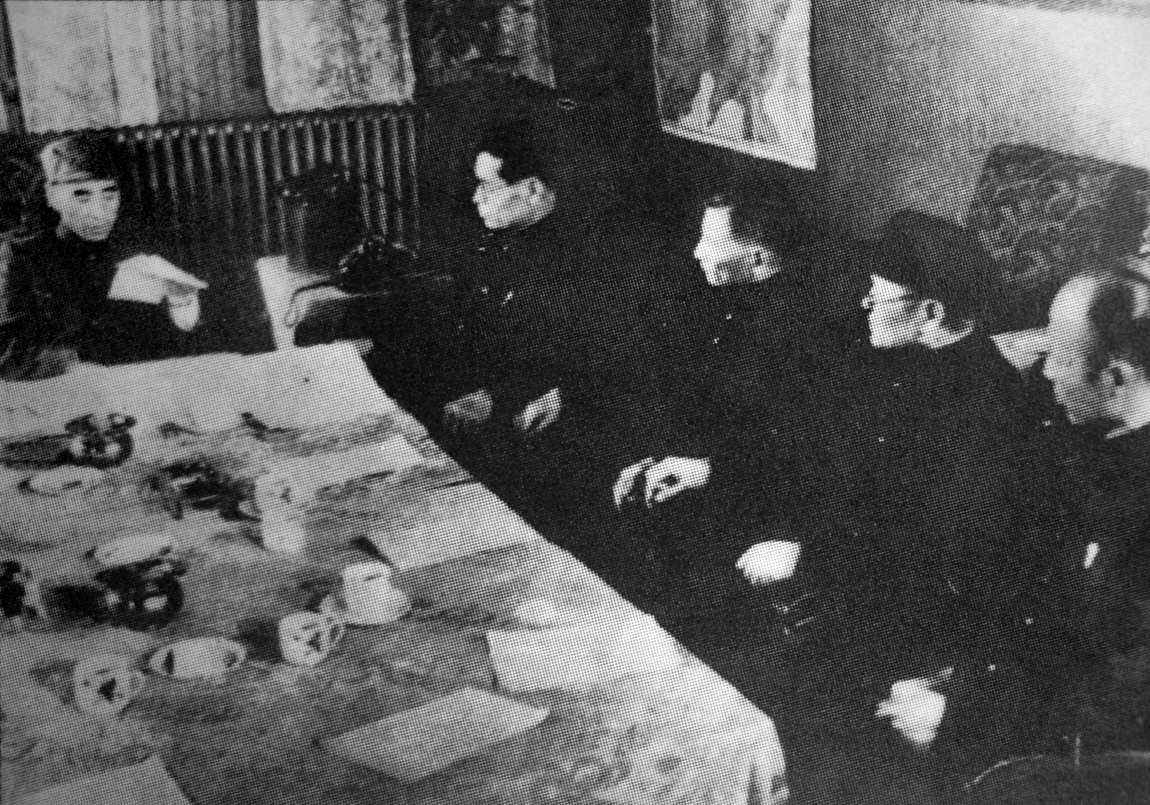
1946年，中共东北局高层领导在哈尔滨召开军事会议。左起：林彪、高岗、陈云、张闻天、吕正操

1946年4月4日，进至东北的国军精锐进攻10万东北民主联军，发起第二次四平战役及本溪战役。东北民主联军像以前中央苏区“第五次反围剿”一样，打起了阵地防御战。在孙立人指挥的国军的攻击下，民主联军连连失利。5月18日，见势不妙又迟迟得不到毛撤军指令的林彪“私自”下令撤退。之后蒋介石非常有争议的下达了停止追击的命令。6月7日－10月下旬，东北战场双方一直无战事。
6月16日，林彪升任中共中央东北局书记，兼东北民主联军政委，集党、政、军大权于一身。7月7日，东北局扩大会议通过“七七决议”，所部逐渐在东北农村生根，加上后来开展的诉苦运动，军队实力大为提升。
12月17日－次年4月3日，“四保临江”和“三下江南”战役。林彪针对杜聿明“先南后北”的战略，在国军进攻南满时则北满的东北民主联军进攻国军，国军调转枪头进攻北满时则南满进攻，指挥东北民主联军南北呼应，使国军顾此失彼，加上中共的士兵吃苦耐劳能强行军的特性和林彪出色的战术等因素，杜聿明的进攻计划以失败告终，毙伤国军23,900余人，俘5.4万余人。

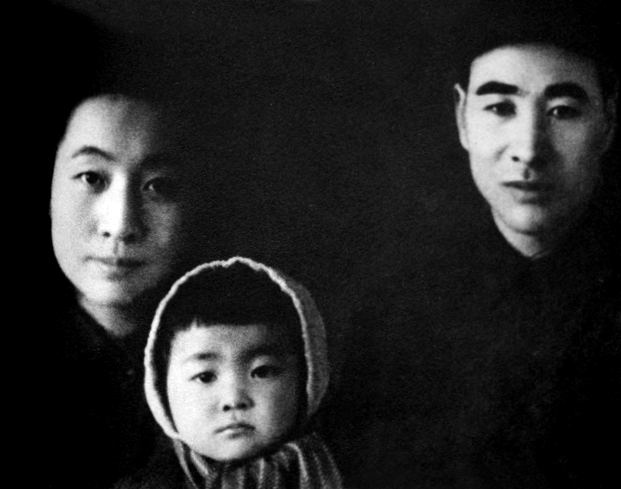
东北时期的叶群、林立衡

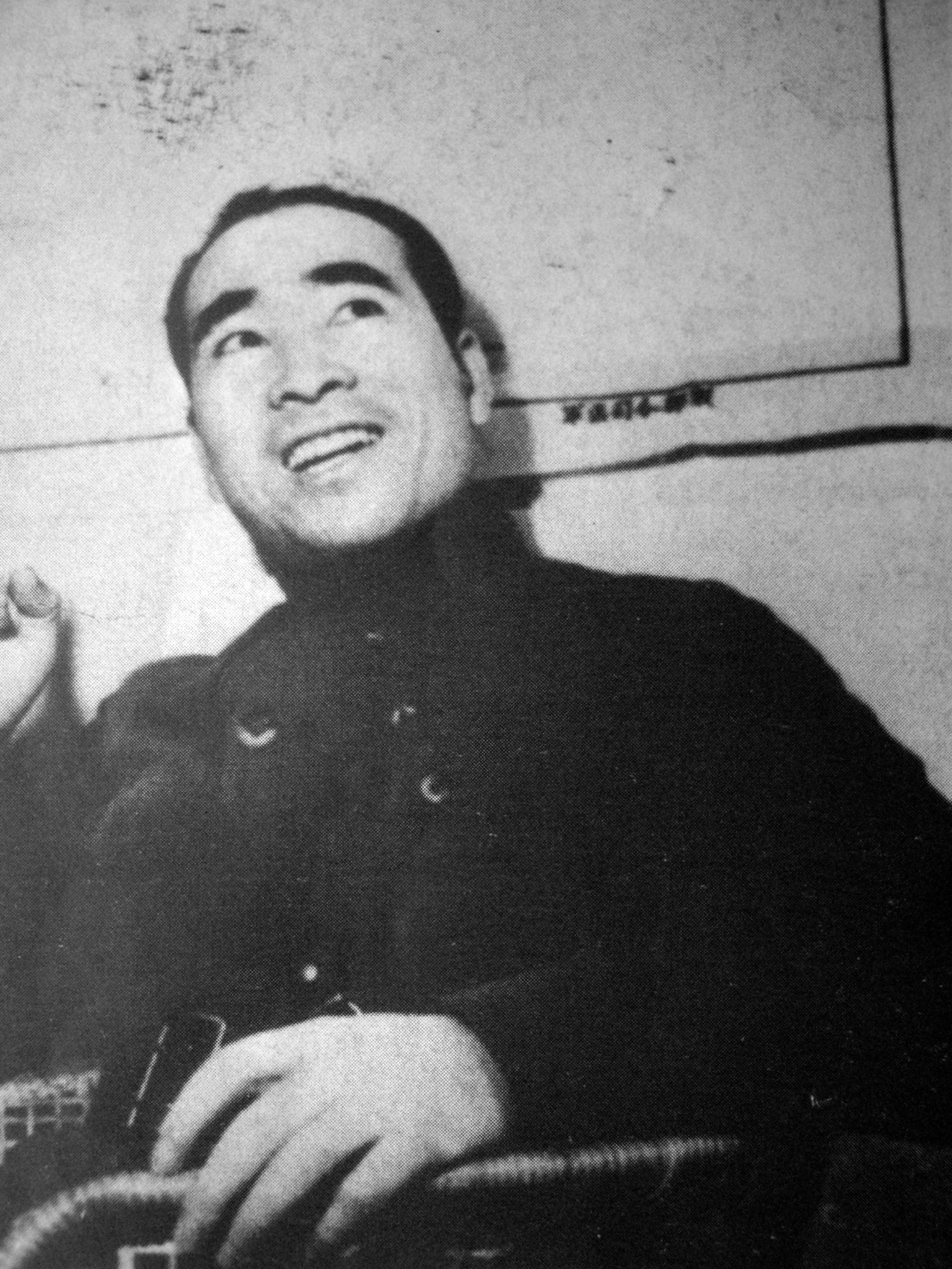
春风满面的林彪

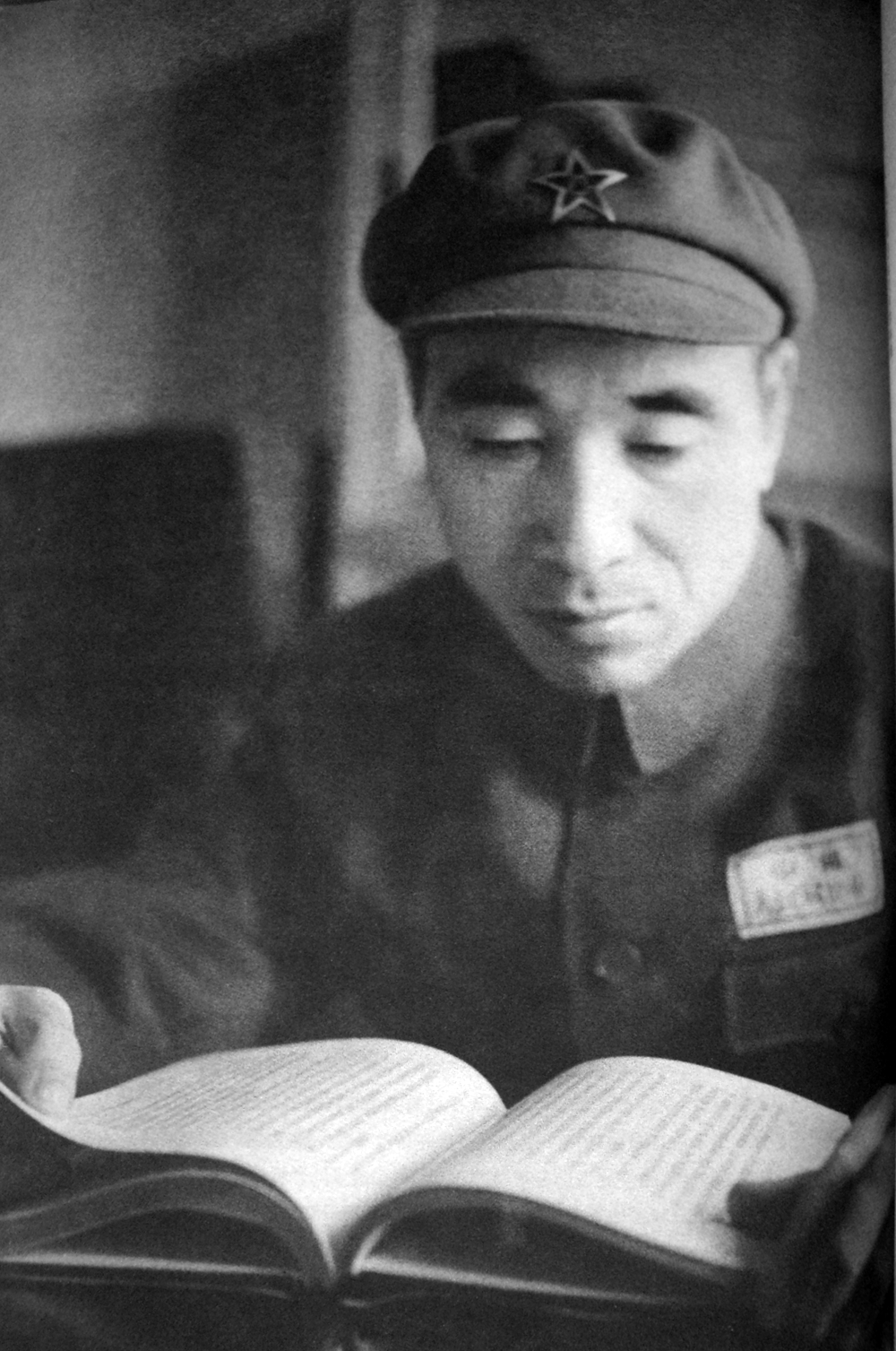
20世纪40年代末的林彪

#### 三季攻势及遼瀋會戰

##### 三季攻势
1947年5月13日－6月30日，林彪指挥东北民主联军转入战略反攻，发起“夏季攻势”进攻48万国军，针对国军分散守点的特点，以围城打援主要战法，毙伤国军2.3万余人，俘虏6万余人。其中的第三次四平战役失利後，林彪、刘亚楼吸取教训总结出“四快一慢”战术，林又总结龙书金的作战经验总结出战术“四组一队”。
9月14日－11月3日，林彪指挥东北民主联军发起“秋季攻势”，以远距离渗透奔袭为主要战法，毙伤国军3.6万余人，俘2.6万余人。12月15日－次年3月15日，林彪指挥东北民主联军发起“冬季攻势”，歼灭国军15.6万余人。把东北的国军压缩包围在长春（郑洞国部约11万）、沈阳（卫立煌、廖耀湘部共20余万）、锦州（范汉杰部15万）等几个互不相连的据点中。东北的国军以大城市的工事抗衡，希望重蹈第三次四平战役之胜。1948年1月1日，东北民主联军改称东北人民解放军，林任司令兼政委。8月14日，建立了单独的东北野战军领导机关，林任司令。
1948年，5月24日，东北人民解放军1纵和6纵试打长春城仅占一机场。基于长春城在中国抗日战争时期做为关东日军司令部苦心经营多年，工事甚好且外有援兵，29日，林彪发电中央军委：“……24日战斗结束以后，连日我们反复考虑，并经东北局常委开会讨论，又照顾个纵、师首长对长春所表示的信心并不甚高”，建议以部分兵力围长春，主力转至外线。30日，林彪召集东北局、东北军区负责人会议，会议决定对长春采取围困方针。6月1日，林彪签发“东总”电，决定围困及严密封锁长春。“粮禁入”和“人禁出”，以期民兵争食，使城中断粮的局面尽早出现。这个方针加上国军抢夺平民粮食等因素，最终导致大量平民被活活饿死。11日，林彪、罗荣桓、高岗、刘亚楼、谭政等以东北野战军首长的名义下令放出被阻之长春难民，“对出城之难民，应发动地方党及军队力量，尽一切可能组织救济，宣传慰问，对老弱病残走路无力者帮助人力及马车的输送。”“籍以挽回影响，取得民心”。10月16日－19日，城内国军倒戈、投降。

##### 遼瀋會戰
拖了许久的林彪决定采纳毛泽东先攻锦州的方案，而非自己先攻长春的方案。毛方案风险較大，其弊端是锦州如短期不能攻克，国军东西兼内外夹击，解放军无法带走重炮，形势将大为逆转。林彪的迟疑之举在九一三事件后受到中共黨內多番抨击。
9月12日－11月2日，林彪指挥东北野战军70余万和民兵进攻55万余国军，发起举世瞩目的遼瀋會戰。10月24－28日，辽西战役，林彪充分发挥他发明的“三种情况三种打法”和“三猛战术”战术中的“猛追”，大胆让部队“哪裏有枪声就往哪裏打，哪裏枪声密集就往哪裏打，直打到听不到枪声为止。”迅速缠住要撤走的廖耀湘兵团，结果东北野战军两昼夜歼灭国军10万余人。辽沈战役东北野战军歼灭国军47万余人，自伤亡6.9万余人，占领全东北。

#### 平津战役及南下作战
1948年11月29日至次年1月31日，林彪统一指挥东北野战军、华北军区部队发动平津战役，他先是利用刘亚楼与国军守军将领陈长捷的代表谈判的机会，制造攻城指挥部及主力部队都在城北的假象，诱使陈长捷将主力部队调往天津城北，使天津中部城防空虚，再利用天津沿铁路南北走向的特点，指挥各主力部队在天津中部东西对进，29个小时攻占天津。平津战役歼灭国军52.1万人，自伤亡3.9万人。
1949年3月11日，东北野战军改称中国人民解放军第四野战军（简称“四野”）。4月到次年6月，林彪统一指挥四野大部及兄弟部队，对剩余多在中国南方的国军主力参与或发动了安新战役、宜沙战役、湘赣战役、衡宝战役、广东战役、鄂西战役、广西战役、海南岛战役，攻占湖南、湖北、江西、广东、广西五省。衡宝战役后期林病倒，在担架上指挥。
作家张正隆表示：以前大陆的历史书说到四野南下就“摧枯拉朽”之类的几句。“可是我在采访中发现，真实的历史是很残酷的。”“中暑、打摆子、生疥疮、烂裆、夜盲……这些情况非常多，有的部队的非战斗减员竟有一半之多。这种残酷有时比战争本身还可怕，有的战士不怕战死，但受不了水土不服之苦。”“在一次强行军中，有一个战士用尽最后的力气冲出队列，拉响手榴弹结束了自己的生命，他实在受不了这种痛苦了”。但林也说过：“不要怕疲劳而累死人，因为疲劳而累死人总比慢了而受伤损失小得多”。
1949年7月1日，针对之前中共七届二中全会的决议“工作重心在乡村的时期已经结束，今后党的工作重心在城市，而又兼顾乡村的新时期”林彪作报告给出了不同的意见，李先念、黄克诚和杜润生都对这个报告评价甚高。毛泽东和中共中央很快回电表示同意，并要求其他各大新区也都照办。

### 中华人民共和国建国初期
中华人民共和国建国後，林彪历任中南军政委员会（后改为中南行政委员会）主席，中南军区兼第四野战军司令，中国人民革命军事委员会副主席，国务院副总理，中共中央军委副主席；第一、二、三届国防委员会副主席，中国共产党第七届中央委员，第七、八届中央政治局委员。
建国后林一直离群索居从不介入将帅圈子，“他不串门，不见客，登门来拜访的人多数也被叶群挡驾”。

#### 跃升政治局常委

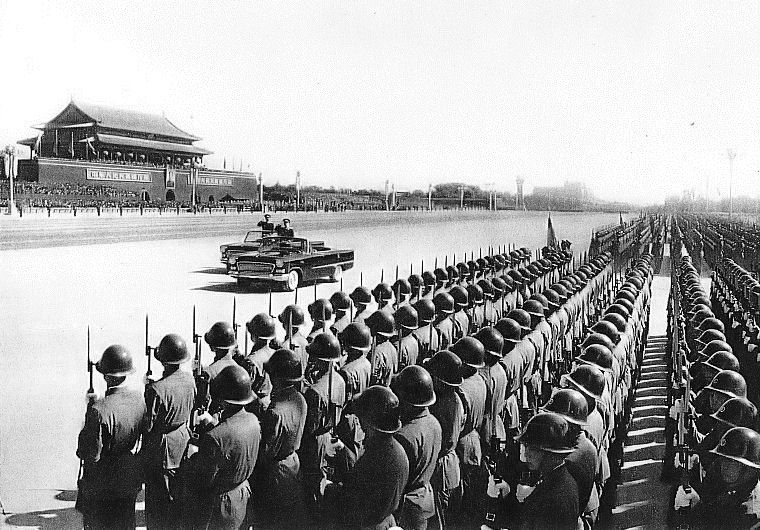
中华人民共和国成立10周年大閱兵的林彪巡視車

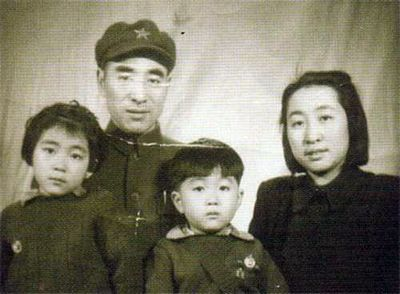
林立衡、林彪、林立果、叶群

1950年6月25日，朝鲜战争爆发。10月的中共中央书记处扩大会议毛泽东在提议林彪掛帅入朝军队，多次劝说下林都称病推辞，并坚持反对出兵，认为“国家刚刚解放，胜利来之不易，是无数先烈流血牺牲取得的。我们不如美国，不能引火烧身”。林彪还认为朝鲜战争是斯大林在挑拨“美国已经给我们信息，如果中国不出兵朝鲜，立即与中国建交。这可能是一个阴谋，但不失为一个机会”。之后林去苏联“养病”。抗美援朝第五次戰役时，中国人民志愿军在朝鲜战况进入拉锯战。1951年6月18日左右，林彪回到国内接替周恩来主持军委的工作，但不久又由周接替。11月5日，林被增补为中央军事委员会副主席。

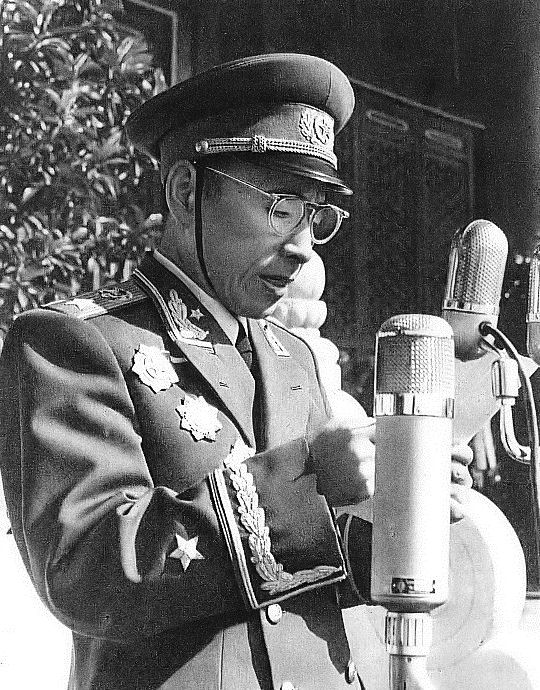
1959年10月1日，林彪在中华人民共和国成立10周年庆典上讲话

1954年林彪任国务院副总理（位于陈云之后，邓小平之前）、国防委员会副主席。1955年4月4日，补任弼时与高岗之缺，与邓一起当选中共中央政治局委员。9月27日，林被授予元帅军衔，他和刘伯承没有到场出席毛泽东的授衔仪式。9月15日－27日，中国共产党第八次全国代表大会召开，毛泽东全票少一票再次当选为中国共产党中央委员会主席，而那一票是他投给林彪的。28日，林在中共八届一中全会上当选为中共中央政治局委员。1958年5月，林彪参加中共“八大”二次会议和八届五中全会，25日，在五中全会上，毛提议补选长期养病的林彪为中共中央副主席（十大元帅中仅朱德当过）、中共中央政治局常委，被通过，从此林进入中共最高层，名列第六。
林彪没有因为获得晋升而掌握大权，“在此期间，他的职务虽然一直在提升，但基本没有在岗位上工作，深居简出，很少抛头露面和参加社会活动。休养为主”。

#### 1959年庐山会议
1959年7月2日－8月1日，在江西庐山召开中共政治局扩大会议。7月25日，林彪被毛泽东召上庐山，林跟大多数与会者一样不光彩地对彭德懷进行言辞激烈的攻击，但当彭因林彪会理会议前的信被毛攻击时，林为彭澄清：“我当时写信给中央，要毛、朱、周离开军事指挥岗位，由彭德怀指挥作战，事前并没有同彭德怀商量过，与彭德怀无关”。会议之後彭德怀等人被定为反党集团而被打倒。9月17日，由毛泽东提议，林接替彭成为国防部长。26日，林彪、贺龙成为中共中央军委第一、二副主席。这时开始，林彪将其部下李作鹏、邱会作、江腾蛟、黄永胜等人安插在中共军队的重要位置。

#### 促进国防现代化
1960年2月，林彪把毛泽东在1939年对“抗大”的题词：“坚定正确的政治方向，艰苦朴素的工作作风，灵活机动的战略战术”和“团结，紧张，严肃，活泼”这三句话八个字串联成“三八作风”。
这段时间的林彪，坚持军队建设必须向高科技发展，并对军队的科研工作大力支持。1960年2月27日林彪在中央军委第六次扩大会议上提出：“1、将来的战争是要按电钮的。2、战争准备中间最迫切的、最重要的、放在第一位的，我认为就是解决武器，特别是搞尖端武器。3、今后的战争已不只是靠步兵，而靠空军，导弹。空军在战场上的作用会越来越大，甚至在某些时候会成为致胜手段。应当优先发展空军。”指出“两弹为主，导弹第一，努力发展电子技术”的发展国防尖端技术的方针。明确提出要在建立完整的现代国防基础上，大力发展空军、海军和特种兵等。
1961年10月、11月，张爱萍向林彪汇报不少中央领导人要求原子弹下马，林指示：“原子弹一定要搞下去，一定要响，就是用柴火烧也要把它烧响了”。

#### 七千人大会
1962年1月11日－2月7日，中共中央召开扩大的中央工作会议（俗称七千人大会），总结大跃进错误并希望结束。国家主席刘少奇等人检讨三面红旗的问题，刘在台上讲，毛泽东不断插话。在一片检讨的声音中，林彪于29日抛开军委办公厅为他准备的讲话稿，脱稿发言：
事实证明，这些困难，在某些方面，在某种程度上，恰恰是由于我们没有照着毛主席的指示、毛主席的警告、毛主席的思想去做。如果听毛主席的话，体会毛主席的精神，那么，弯路会少走得多，今天的困难会要小得多。

我感觉到，我们同志对待许多问题，实际上经常出现三种思想：一种是毛主席的思想，一种是‘左’的思想，一种是右的思想。当时和事后都证明，毛主席的思想总是正确的。可是我们有些同志，不能够很好地体会毛主席的思想，把问题总是向‘左’边拉，向‘左’边偏，说是执行毛主席的指示，实际上是走了样。
大部分与会者认为林彪的讲话非常之好，毛泽东更当即鼓掌叫好（唯一称赞的评论），并要求刘少奇整理记录下来。3月20日，毛批示田家英、罗瑞卿：“此件通看了一遍，是一篇很好、很有分量的文章，看了很高兴。”毛还教导罗要向林学习。
林彪的讲话，是推开了写作班子的稿子，亲自“拉条子”写提纲，然后即兴发表的，它被后来论者认为是处心积虑，别出心裁。
他说：“我们党所提出的总路线、大跃进、人民公社这三面红旗，是正确的，是中国革命发展中的创造，人民的创造，党的创造。如果有一点实事求是的精神，就不能不正视几年来国民经济遭受的重大挫折与‘三面红旗’的关系。比如‘总路线’，一直强调‘速度’是灵魂，只强调‘快’，忽视了好和省。‘大跃进’，顾名思义也是强调高速发展，因为中央下达的指标过高，下边就开始浮夸，浮夸上来的数字，又被中央接受，在虚幻的高数字下构造经济计划，反过来又指导地方工作，以致恶性循环，最后导致经济全面崩盘，农业上使人没有饭吃，工业上劳民伤财，明眼人一看就知道，这哪里是‘大跃进’，大跃退还差不多。”杜润生在后来回忆说：“那时我们感觉到林彪挺身而出，讲排除干扰，使我们党有安全感——当时就有人这么说”。

### 文化大革命的五年

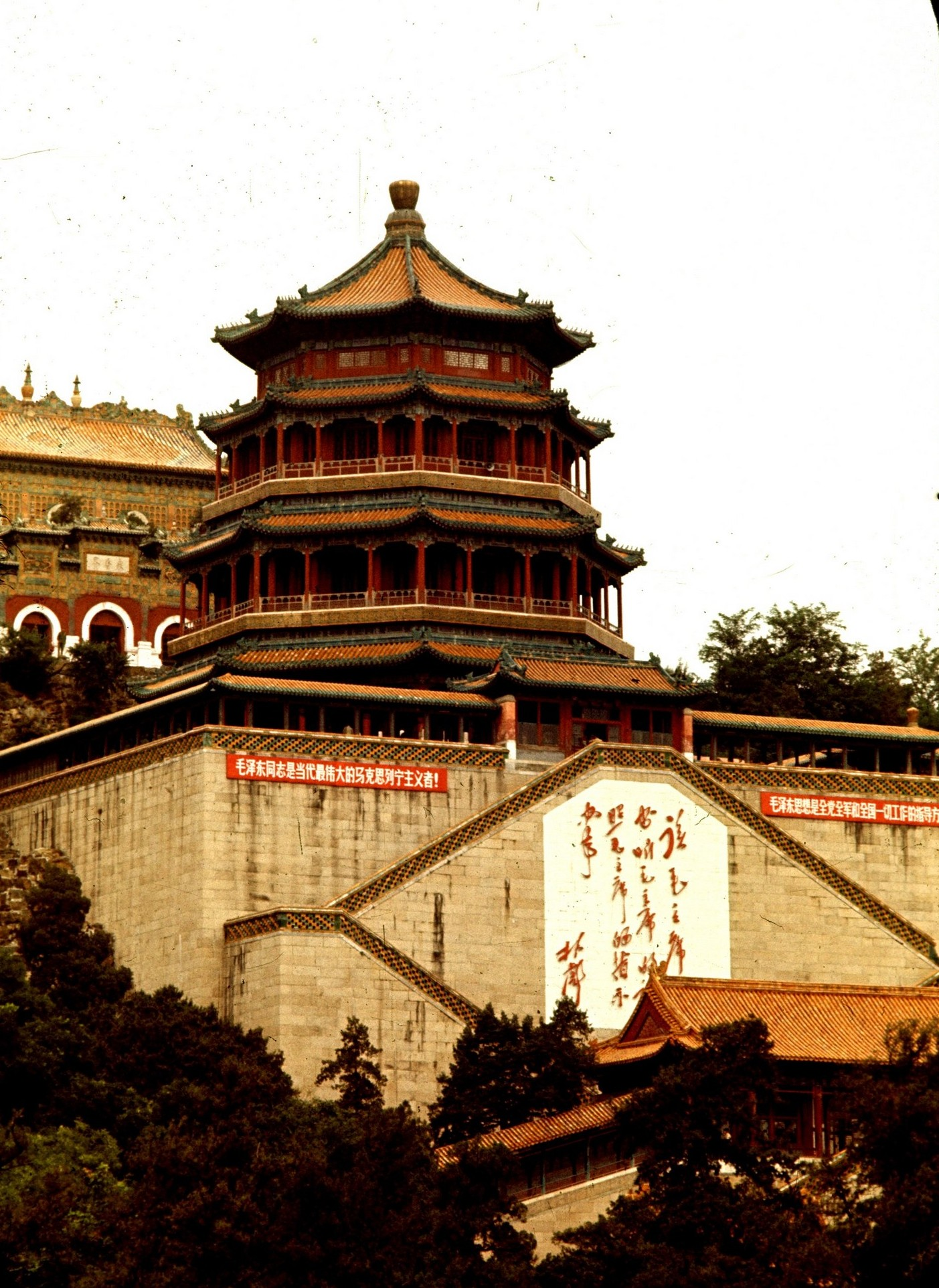
文革中佛香阁的大幅林彪语录

#### 党中央唯一的副主席
中国共产党官方称1965年11月30日，林彪派叶群以“篡军反党”“反对突出政治”等罪名诬告罗瑞卿，毛泽东信以为真打倒了罗。但林彪女儿林立衡和作家舒云认为这与林彪无关，是毛要打倒刘少奇的前奏。
5月18日，在扩大会议上林彪发表长篇谈话，谈到古今中外的政变实例，称中央内部有人要政变，并开始倡導个人崇拜，称 “毛主席是天才，毛主席的话句句是真理，一句超过我们一万句”，“他的话都是我们的行动的准则，谁反对他，全党共诛之，全国共诛之。”
1966年8月1日，中共八届十一中全会在毛泽东的主持下匆匆召开。4日、5日，毛两次要林彪回北京出席，他都说有病不能出席，周恩来赶来亲自请林彪。6日上午，毛以休会的办法“等”林来（以后叶群不到会毛也用这个方法）。6日晚上，林一到毛便来迎接与他“说事”。8日，全会通过《中国共产党中央委员会关于无产阶级文化大革命的决定》，文革正式开始。由周恩来提议，全会通过林彪取代刘少奇，成为唯一的中共中央副主席，且林的中央政治局常委排名跃升至仅列毛之后。全会上刘少奇做检讨完後，林说好，并站起来与他握手。
13日，林彪在中央工作会议上说：
我最近心情很沉重。我的工作和我的能力是不相称的，是不称职的，我意料是要出错误的。……中央给我的工作，我自知水平，能力不够，恳辞再三，现在主席和中央已决定了，我只好顺从主席和党的决定，试一试，努力做好。我还随时准备交班给更合适的同志。
李文普也表示林彪曾几次流露“不想幹这种角色”。
国家主席刘少奇被打倒后，林彪去看望，说了一句：“刘少奇是党中央的副主席，蒯大富反刘少奇，实际是反党”。后林在中央专案组关于审查刘的报告中回批：“完全同意，向出色地指导专案工作并取得巨大成就的江青同志致敬”。有人认为这是暗示专案与他无关。

1966年林彪和毛泽东

8月18日－11月26日，毛泽东在天安门共八次接见来自全国各地的红卫兵，以表示支持，林彪每一次都能站在毛身边出席，林喊道：“谁敢反对毛主席，就全国共讨之，全党共诛之！”。林彪“身体瘦弱，脸色发白，因为身体不好，不愿陪同毛泽东接见红卫兵，不陪又不行，有时也到了难以支撑的程度。有一次在天安门陪毛泽东走到下面金水桥与红卫兵见面，几乎走不回来”。
9月9日，林彪以國防部長身份成为美国杂志《时代》美国版的封面人物，照片右上注脚寫着“中国人的噩梦”。当月，毛泽东让林彪看《三国志》中的《郭嘉传》和《宋书》中的《范晔传》。郭嘉是曹操的功臣，38岁就去世。范曄因“谋反”被宋文帝杀掉。二人的關係終於首次響起警號，向來對形勢能夠精確預判的林彪顯然已對未來之事心中有數了。
文革时期，不同于毛泽东要求别人不要对他搞个人崇拜多是停留在口头上，1967年3月20日，林彪在军以上干部会上指示停止最近又弄起来的《林彪语录 （页面存档备份，存于）》（以前就禁过）。同年夏季，他规定不准为他歌功颂德，不准出版以宣传他为主题的出版物，不要喊“祝林副主席永远健康”的口号，甚至怕禁不了，他就把文件印发了几千份发下去要求照办，此后报刊上基本再没有这样的个人崇拜宣传。之后他知道因庆祝他的题词的庆祝方式分歧引发一起武斗後，他干脆从此不再题词。

#### 贺龙、杨余傅事件

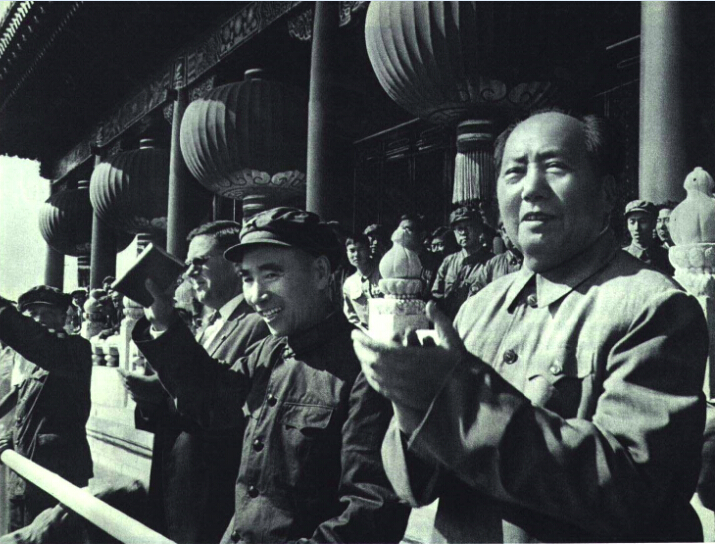
1966年国庆典礼上的毛泽东与林彪

1966年9月6日，林彪受毛泽东委托，就贺龙问题在中央军委会议上正式“打招呼”，他说：“军内开展文化大革命以来，军委各总部、各军兵种以及某些大军区都有人伸手，想在那里製造混乱，企图乱中夺权。……他们的总后台是贺龙，因此主席说要在军内高级干部中打招呼，对贺龙的野心要有所警惕。”，到会的几位老帅纷纷表态拥护毛泽东的决策。
作家舒云认为与刘少奇关系密切的贺龙被打倒也是毛所为，与林彪无关。
1968年3月24日，林彪在军队干部大会上讲话，传达中共中央3月22日的命令：“……主席亲自主持的。会议决定撤销代总参谋长杨成武的职务，把余立金逮捕起来，撤销北京卫戍区司令员傅崇碧的职务”，杨成武、余立金、傅崇碧被打倒。

#### 成为毛泽东接班人
1969年4月1日，中国共产党第九次全国代表大会在北京召开，破天荒地在新修訂的《中国共产党章程》中加入“林彪同志是毛泽东同志的亲密战友和接班人”。該段引發討論的文字是在1968年10月17日，中共八届十二中全会讨论党章草案时，由江青发言提議，經研究後最後仍勉以通過所產生。
作家高文谦总结：“（林）当甩手的二掌櫃，对运动中的大小事情能推就推，能躲就躲，从不主动表态，用他自己的话说是‘大事不麻烦，小事不干扰’，叶群则总结为‘三不主义’——‘不负责，不建言，不得罪’。这样既可免遭毛泽东的猜忌，又可落得超脱，在政治上不负责任。”“林彪又煞费苦心地营造自己在政治上‘紧跟’毛泽东的形象，以掩饰他在政治上的消极态度”。
约9月，林彪接见了越南民主共和国总理范文同和国防部长武元甲，对于越南战争他不断强调：“面对强大的美国，你们的办法就是熬，熬就是胜利”。

#### 庐山事件
林彪在文革期间，重用黄永胜、吴法宪、李作鹏、邱会作四人，杨成武倒台後，他们四人掌管军委办事组，实际操控军队。1970年3月开始，毛泽东针对宪法草案问题，多次提出反对设立国家主席，遭到林彪，周恩来，康生等诸多政治局委员的集体反对 。1970年8月13日，在宪法草案起草小组讨论会上，吴法宪就起草宪法草案中是否加入“毛泽东思想是国务院一切工作的指南”的字句与张春桥激烈争执，张春桥借苏联吹捧“赫鲁晓夫天才地，创造性地，全面地发展了马克思主义”讽刺林彪，引发吴法宪强烈抗议。此事升级到了林彪处，引发林彪关注。张春桥与林彪集团矛盾公开爆发。
8月23日至9月6日，在江西庐山举行中共九届二中全会（第三次庐山会议），林彪首先发言，不点名地批评了张春桥“利用毛主席的伟大谦虚反对毛主席”。这次谈话成为整个林彪事件的导火索。随后的小组讨论会上，吴法宪、邱会作等人在陈伯达、汪东兴的带动下，公开批判张春桥，得到了中央委员会大多数委员的支持。众多中央委员误以为毛泽东已经放弃了张春桥，并积极向毛泽东和林彪效忠，许世友甚至写信给毛泽东要求将张春桥劳改 。 引发了毛泽东震怒，从而开始了“批陈整风”运动，毛林从此分裂。会后毛泽东采用了“抛石子”，“掺沙子”，“挖墙脚”等手段针对林彪集团的主要办事机构军委办事组，林多次求见毛不成，两人关系急转直下。
林彪讲话之前是否请示过毛泽东成为焦点。官方尤其是毛泽东认定林彪事前没有商量（毛泽东南巡讲话），是突然袭击；然而陈伯达、邱会作、吴法宪、李作鹏均作证林彪事前请示过毛泽东，而毛泽东要求林彪讲话时不要点名（张春桥）。

#### 毛林决裂
九届二中全会之后，毛泽东发起批陈整风，矛头直指军委办事组四人和叶群。至1971年4月，五人先后多次给毛泽东写检讨。毛泽东态度多有反复，时而说“问题不下（庐）山”，时而说是“突然袭击”，“欺骗二百多个中央委员”，毛远新甚至用“未遂的军事政变”这样严厉的字眼（而吴法宪等人认为这个说法不是毛远新发明的）。终于在4月的政治局会议上，毛泽东宣布他们的检讨在这里已经“算完了”。然而经过五个月短暂平静之后，1971年8月，毛泽东秘密南巡，沿途经过各省市，与地方负责人谈话，“下毛毛雨”，公开他与林彪的矛盾，宣布“第十次路线斗争”，为斗倒林彪作准备。毛泽东要求武汉军区司令员刘丰保守谈话秘密，但又说可以透露给常委，刘丰不置可否，最后告知了邱会作，并辗转传到了林彪耳中，林立果的“小舰队”在恐慌之下试图反击。
1971年3月22日－24日，据中共官方描述，林彪、叶群指使林立果、周宇驰、于新野制订了武装政变计划，计划取名为《“571工程”纪要》。9月8日－11日，林立果、周宇驰先后分别向江腾蛟、王飞以及“联合舰队”的其他骨干传达林彪手令，具体部署刺杀毛泽东。毛对此有所警觉，决定突然改变南巡行程，乘火車提早返北京，並沿途加速不停站，最終安全回到北京。

#### 出走与墜機身亡
9月12日十五时，毛泽东抵达丰台车站，他接见了吴忠等人。除周恩来等人外，在京中央委员对毛泽东突然返回均不知情。当天下午，因不明途径林立果得知毛泽东返京，他从西郊机场乘坐256三叉戟赶回山海关。当天晚上，林立衡密告8341部队，叶群企图劫持林彪。消息传至毛泽东处，引起周恩来警觉。随后周恩来与叶群通话，询问飞机，周恩来劝林彪不要夜航，并说要去北戴河看望副主席。
二十三时，林彪、叶群、林立果等人突然乘车从北戴河闯出，警卫李文普从车上跳下受伤。此时，周恩来通知吴法宪前往西郊机场指挥；李作鹏则转达周恩来指示，阻止飞机起飞（但事后李作鹏暗示周恩来无意阻止飞机起飞）。汽车经国道抵达山海关机场，随即林彪等人乘机，在机场熄灯，导航关闭，飞行员得不到位的情况下强行起飞。飞机先向大同方向飞行，后转向进入蒙古，随即因不明原因坠毁于蒙古温都尔汗，机上人员全部丧生。
林彪死后被中国驻蒙大使馆原地草草土葬，后遭苏联情报人员察觉后将其挖出，头盖骨送往苏联检查，确认死者身份为林彪无疑。目前林彪遗骸仍然未能回国。

### 身后
林彪死后，受毛泽东为主的中央指示，相关人员对其抄家时搜出的各种书上有林只言片语的手笔：
- 他先为你捏造出一个“你的”意见，然后他再来驳你的意见。并不，而捏造——老东的惯用手法，今后当注意他这一着。
- 他自我崇拜，自我迷信，崇拜自己，功为己，过为人。
- 应照顾他，使他没有小帮帮的必要，他就不小帮帮了。政治上对其每一创举与功绩公道主动地指出来，则他自无锋芒的必要。
- 谁不说假话，谁就得垮台。
- 大跃进，凭幻想胡来，是蚀本生意，搞得过分，过极了，破坏了个人积极性。对苏联，做绝了，绝则错。
- 悠悠万事，唯此为大：克己复礼[132]。

1971年11月14日，毛泽东向县团级以上的党政干部，印发声称是林彪搞的《“五七一工程”纪要》全部的影印。后又将抄家得到的只言片语部分置于“批林批孔”材料中公开，曝光林彪反对毛泽东。
1972年1月，毛澤東在參加陳毅追悼會時表示，「林彪是反對我的，要是林彪的陰謀搞成了，是要把我們這些老人都搞掉的！」
1973年9月，毛泽东在会见外宾时说：“秦始皇是中国封建社会第一个有名的皇帝，我也是秦始皇，林彪骂我是秦始皇。中国历来分两派，一派讲秦始皇好，一派讲秦始皇坏。我赞成秦始皇，不赞成孔夫子”。次年1月，“批林批孔”运动展开。

#### 林彪反党集团案
林彪死后，黄永胜、吴法宪、李作鹏、邱会作四人尚未解除职务，甚至还协同周恩来参与了对林彪座机的跟踪和事件处理。十天之后，9月24日，周恩来奉毛泽东之命，在人民大会堂以召集政治局会议的名义诱捕了四人。四人被转移至京郊军营接受审查。1973年中共十大会议上做出决定，四人被定为林彪集团成员永远开除出党。
林彪倒台之后，除了林立果的“小舰队”和林彪的“大舰队”相继倒台外，很多原红军时期一方面军第一军团和解放军东北四野和空军系统的人受到了牵连。另外江西革委书记程世清，浙江省革委书记陈励耘，武汉军区司令员刘丰，甚至自杀的公安部长李震，中共中央副主席李德生也受到大小不一的冲击。
1976年粉碎四人帮之后，四人非但未能释放，反而被转移至秦城监狱继续服刑。1980年，四人被定为林彪反革命集团主要成员判刑。

#### 文革后期对林彪的批判
林彪以突然出走的方式结束了政治生涯，中共中央对此采取了保密措施，短期内严禁泄露。他死後據當時的學生自傳回想，起初當局還故意保持了兩人仍在合作的樣子，但随着国外媒体的披露和林彪长期不出面，国内民众逐渐得知了这一消息。从1973年开始，毛泽东发起了批判林彪的斗争，在中共十大上，林彪集团成员被全部开除党籍，林彪被定为“叛徒”和“叛党叛国”。
后来直接将林彪和陈伯达放在一起，发动批林批陈，称作“林陈反党集团”。周恩来对林彪的早期批判也集中在“唯生产力论”，陈伯达的九大报告等角度。1971年9月中旬中共经内部通知向高级干部通告林彪情况，10月后逐级传达，12月中旬陆续下发《粉碎林陈反党集团反革命武装政变的斗争》之一、之二、之三等三批材料。
1973年9月，在中共十大的政治报告中，国务院总理周恩来列举了林彪的罪行：“对毛主席主持起草的（九大）政治报告，林彪暗地支持陈伯达公开反对，被挫败以后，才勉强地接受了中央的政治路线，在大会上读了中央的政治报告。但是，……林彪不顾毛主席、党中央对他的教育、抵制和挽救，继续进行阴谋破坏，一直发展到1970年8月在九届二中全会上发动反革命政变未遂，1971年3月制定《“571工程”纪要》反革命武装政变计划，9月8日发动反革命武装政变，妄图谋害伟大领袖毛主席、另立中央。阴谋失败后，9月13日私乘飞机，投奔苏修，叛党叛国，摔死在蒙古温都尔汗。”
1974年，在毛泽东授意下，江青等发起了“批林批孔”的政治运动，又将林彪与孔子并列批判，罪名是“批判林彪效法孔子克己复礼，妄图复辟资本主义”。其后又将批林批孔演化成了批大儒，最后成了批周公。

#### 文革结束后对林彪的评判
邓小平在四人帮倒台後不久掌权，作家舒云描述，胡耀邦、陶铸夫人等人曾向邓建议给九一三事件平反，但邓出于对国内政局的安定考虑最终拒绝并下了死命令禁止给林彪翻案，邓的想法是强调要把林彪和江青绑在一起。1980年11月20日－1981年1月15日，中共中央组织特别法庭“并案”审判“林彪、江青反革命集团”。
《中共中央关于审判林彪、江青反革命集团案的通知》

……这次只审判林彪、江青反革命集团案的刑事犯罪，不审判工作中的错误，包括路线错误。审判林彪、江青反革命集团是解决敌我矛盾，处理路线错误是解决党内是非。这两个方面，必须明确地、严格地区分开来。决不在审判林彪、江青反革命集团时，牵连我们党和国家领导人的过错、失察等。
1981年6月27日，中共十一届六中全会通过《关于建国以来党的若干历史问题的决议》，公开否定文化大革命。文中虽然指出毛泽东应为他的“错误发动”的文革负主要责任，但描述“林彪、江青、康生这些野心家又别有用心地利用和助长了这些错误。这就导致了‘文化大革命’的发动。”“林彪、江青等人，他们组成两个阴谋夺取最高权力的反革命集团，利用毛泽东同志的错误，背着他进行了大量祸国殃民的罪恶活动”，文中林彪的名字稳居毛泽东夫人江青之前。
12月底，陈云、胡耀邦、黄克诚在第五次全国“两案”审理工作座谈会上指出：“文革是一场‘内乱’，是在我们党和党中央犯错误的复杂条件下发生的。林彪和‘四人帮’不一样，他们历史上有功”。

#### 二十世纪九十年代之后
在改革開放初期及1990年代時，中共提及十大元帅往往会隐去林彪，但2000年后评价渐趋客观。2007年解放军建军80周年前夕，林彪的照片30年来第一次出现在中国人民革命军事博物馆，并正确按照十大元帅排序（林彪排在第三）。当年军事博物馆推出“国防和军队建设成果展”，一身戎装的林彪像，赫然现身。官方媒体报导时，用“实事求是”、“客观态度”、“尊重历史”等词汇予以诠释，展览馆处长也明确表示：“以后不再丑化林彪”。其名人故居也已被开放为民间旅游纪念景点。2013年后湖北省黄冈市黄冈博物馆新馆第六展厅展线（16）开始陈列林彪铜像，这也是官方博物馆中首次单独出现林彪铜像。中国大陆的历史影视剧中，如《大决战》三部曲等，林彪也经常以正面形象出现。

## 个人生活

### 饮食起居
根据林彪的秘书谭云鹤的口述：林彪生活简朴，没有特别要求。林彪没有玩儿，也不玩儿，也不讲吃穿，林彪的厨师是冀东人，同时是个共产党员，政治上可靠，技术却不行，但林彪从来不说。林彪最大的苦恼是睡不好觉，失眠。林彪喜欢腊肉，因为他在书上看到吃腊肉可以帮助睡眠，但是实际上吃腊肉也没什么辅助睡眠的效果。林彪在生活上有一个特点就是只要有条件，就是大白天，他也喜欢拉上窗帘，开上电灯，林彪觉得这样显得安静一些，好集中精力思考问题。林彪不爱运动，不会跳舞，也不爱玩，他的运动就是偶尔到外面散散步。林彪的另一個興趣是喜歡游車河，經常調車四處轉，而他則靜坐在車中思考一些問題。
根据林彪卫生员刘文儒的口述：林彪从不吃水果，也不喝水，吃零嘴只吃花生糖。林彪平时身体不好，但一准备要打仗就兴奋起来，身体也好了。此外林彪会弹钢琴，弹地很流畅，喜欢听轻音乐和梅兰芳的音乐。

### 读书生活
根据林彪的秘书谭云鹤的口述：林彪脑子不停地想事琢磨，每当打仗要发电报，他躺着说，在行军床上根本不起来看地图，他都装在脑子裡，敌我两军态势、敌我的情况、地形他都很熟悉，都非常用功地记在心裡。行军打仗，他的小手提箱，没有锁，里面装的都是毛主席著作的单行本，《矛盾论》、《实践论》，抗日战争的战略问题，游击战争的战略问题，一个红蓝铅笔。书上画了好多勾勾圈圈杠杠，旁批、密批都好多。

## 荣誉
- 中华苏维埃共和国
  -  一等红星奖章（1933年8月1日于瑞金授予）
- 中华人民共和国
  -  一级八一勋章（1955年9月27日于北京授予，1980年褫夺）
  -  一级独立自由勋章（1955年9月27日于北京授予，1980年褫夺）
  -  一级解放勋章（1955年9月27日于北京授予，1980年褫夺）

## 评价

### 正面评价
中华民国总统、国民党总裁蒋介石评价林彪为“当代韩信”。據陶希聖回憶：林彪死訊傳到台北時，蔣介石為之落淚。
中国共产党中央委员会主席毛泽东评点林彪时说：“林彪这个娃娃不仅有能力，而且是一代天才。像他这样的人，不仅能打巧仗，还能把整个局势都装在脑子里，将来我们的军队就需要这样的人来指挥”。
文革中，负责解放军高级将领医疗保健的军医张愈和粟裕谈到林彪时，粟裕说：“学术也是政治。林彪摔死了，陈年旧帐都折腾出来了，连什么‘短促出击’也用上了，把人搞糊涂了。一个战术的具体动作，绝对化地、笼统大否定，一旦把人思想搞乱了，那以后就打乱仗吧”。
1979年，陈云处理林彪、江青两个反革命集团的问题时说：“我的看法是，处理‘四人帮’与处理林彪反革命集团要有区别，‘四人帮’这些人祸国殃民，‘文化大革命’十年，幹尽坏事。而且在战争年代，他们也没有任何战功。林彪反革命集团则有些不同，他们主要是部队的，像黄、吴、李、邱他们，包括林彪，过去这些人都打过许多仗，也立过各种战功。他们现在犯了罪，应该处理，但与‘四人帮’应该有所区别”。
1984年初，黄克诚在阅读《中国大百科全书》军事卷元帅条目释文稿中，发现所有的元帅都写了历史功绩，只有林彪条目的释文光写了简历和罪行，就对编辑者说：“写历史人物志，要学习司马迁，用历史唯物主义的观点，秉笔直书，不要揪出一个人就把他的历史功绩一笔勾销了。林彪在我军历史上是有名的指挥员之一，他后来犯了严重罪行，受到党纪国法制裁，是罪有应得。但在评价他的整个历史时，应当两方面都写，不能只写一面。林彪确有指挥才能，不承认这个事实，不是历史唯物主义态度。况且，国内外都知道林彪是我们开国十大元帅之一，把他写成既不会打仗又一无是处，不仅不符合历史事实，也很难令人置信”。
1986年，拍摄《大决战》时，杨尚昆指示拍摄组：“剧中要有林彪，如果不写林彪，那当年东北战场的仗是谁打的？而且写林彪一定要实事求是，不能因为他后来不好，就把这个人写成从头至尾都坏”。也正是因为有了杨尚昆的这句话，林彪的形象在影视作品中得到了正式解禁，不再回避。
2011年9月，林彪政务秘书谭云鹤在接受《男人世界》的记者采访时表示：“我知道你们想了解什么，好多对林总的评价是不真实的，就连电视剧裡演的林彪就更不真实了……”

### 负面评价
1973年，毛泽东在中国共产党第十次全国代表大会评价林彪集团的主要办事机构军委办事组说：“绿林大盗，蛇鼠一窝。”
1974年2月2日，《人民日报》社论《把批林批孔的斗争进行到底》中评价林彪说：“资产阶级野心家、阴谋家、两面派、叛徒、卖国贼林彪，就是一个地地道道的孔老二的信徒。他和历代行将灭亡的反动派一样，尊孔反法，攻击秦始皇，把孔孟之道作为阴谋篡党夺权、复辟资本主义的反动思想武器……林彪这个政治骗子，不读书，不看报，不看文件，是个什么学问也没有的大党阀、大军阀”。
1975年，江青在山西省昔阳县大寨人民公社大寨生产大队召开的一次群众大会上的讲话中评价林彪说：“林彪就学冯玉祥啊！他是大盗窃犯、大贪污犯”。

## 著作
代表作
- 《论短促突击》1934年6月17日发表于《革命战争》第四期
- 《平型关战斗的经验》1937年11月
- 《一点两面战术》1947年12月或1948年初
- 《人民战争胜利万岁——纪念中国人民抗日战争胜利二十周年》1965年8月

文集
- 《林彪军事文选》林豆豆、刘树发主编，2012年香港文革历史出版社。
- 《林彪文集》，2011年香港中港传媒出版社。
- 《林彪元帥文集》（上下兩冊），主編李德和舒云，2014年凤凰书品出版。说是迄今為止最完整的一套林彪文集。[157]
- 文革风云丛书15-16《做毛主席的好学生——林彪与文革》（上下册），收1964.5-1970.10的林彪文稿94篇，2016年6月台湾西西弗斯文化出版公司。

其他
- 《林副主席语录》1968年武汉。仿《毛主席语录》，分类标题卅一，366页

## 家庭
父亲林明卿。
林彪兄弟姊妹六个，除年龄最大的姐姐和年龄最小的妹妹外，中间是四兄弟，他们从大到小名字分别是庆佛、育蓉（林彪）、育菊（林程）、向荣。这四兄弟的字、號按照“正、大、光、明”四字排序，林彪字“祚大”，而其四弟林向荣的字“祚明”。林彪与林向荣都与其母亲容貌相似。林向荣不及两位堂兄林育英、林育南两位烈士著名。林向荣在第二次國共內戰太原战役时作为解放军第20兵团第66军第197师第590团团长，在战场上牺牲。
童养媳汪静宜，比林彪大3岁，新婚之夜林彪逃离婚姻。
前妻张梅，陕北一枝花，1937年结婚，1941年在苏联生女儿林晓霖。
后妻叶群，1943年在延安结婚，1944年生女儿林立衡（豆豆）、1945年生儿子林立果（老虎）。

## 影视作品
电影作品
- 《四渡赤水》：李雪健饰
- 《大决战》系列、《大进军》系列：马绍信饰
- 《建国大业》：由立平饰
- 《周恩来》：王希钟饰（老年林彪）
- 《解放海南岛》、《秀水河子歼灭战》、《扎西1935》、《领袖1935》、《遵义会议》：陈姗姗饰
- 《古田军号》：张一山饰（青年林彪）
- 《建党伟业》：候广华饰（青年林彪）
- 《建军大业》：马天宇饰（青年林彪）
- 《开国大典》、《旋风司令韩先楚》、《北纬38度》（存疑，因为该影片没有公映）：田甬饰（注：在关于田甬个人的百科网站介绍当中显示他在这部电影当中出演林彪，但在电影相关的百科网站当中显示该片当中林彪的演员为马绍信。）
- 《太阳升起的时刻》：姜峰饰
- 《我的1932》：王迪饰
- 《长征》：钟山饰
- 《开国将帅授衔1955》（被提到及出现相片）
- 《李天佑血战四平》：杨刚饰
- 《大会师》：白宝源饰
- 《杨至成火线供给》：赵晓明饰（影片中以101首长代称）
- 《决胜时刻》：赵毅饰
- 《血战湘江》：陈创饰

电视剧
- 《忻口会战》、《北平和谈》、《中国命运的决战》、《开国领袖毛泽东》、《罗荣桓元帅》、《八路军》、《北平战与和》、《抗美援朝》：田甬饰
- 《喋血四平》：马绍信饰
- 《贺龙传奇》： 饰演者不详
- 《黄克诚》：钟山饰
- 《井冈山》、《红色摇篮》、《红军东征》、《伟大的转折》：东靖川饰（青年林彪）
- 《东方红1949》、《聂荣臻》、《巨浪》：刘旭饰（注：刘旭在电视剧《聂荣臻》当中饰演的是1955年之前的林彪）
- 《毛泽东》、《光荣与梦想》、《解放》、《东方》、《上将洪学智》、《换了人间》、《五星红旗迎风飘扬》系列、《我们的队伍向太阳》：由立平饰、韩立饰（《光荣与梦想》，青年林彪）
- 《开国元勋朱德》：羿坤饰（青年林彪）
- 《领袖》：丁建军饰（青年林彪）
- 《彭德怀元帅》、《外交风云》：陈姗姗饰
- 《跨过鸭绿江》：马诗红饰
- 《大决战》：于和伟饰
- 《长征》、《太行山上》、《东方战场》：姜峰饰
- 《陈云在临江》：鲁玉杰饰
- 《天下同心》：白宝源饰
- 《香山叶正红》：马岩饰
- 《百炼成钢》：王迪饰
- 《共产党人刘少奇》：许敏饰（青年林彪）
- 《浴血荣光》：张一山饰（青年林彪）

话剧
- 《九一三事件》：李雪健饰

## 纪念
目前林彪铜像至少有五处。湖北黄冈林家大湾林彪纪念馆，山西灵丘平型关大捷纪念馆前的将帅广场，陕北某处林彪战斗过的山岗上，黑龙江双城四野前线指挥部，山西武乡县城西面八路军太行纪念馆广场上的将领塑像。

### 引用
1. ↑  阎明. . 书摘.   [2023-04-01]. （原始内容存档于2023-04-01）.
2. ↑  阎明. . 书摘.   [2023-04-01]. （原始内容存档于2023-04-01）.
3. ↑  林彪军事家，《中国大百科全书·军事卷》。
4. ↑  新中国首套《开国元勋纯金银大全套》隆重首发 （页面存档备份，存于）。全套共83枚，分别为毛泽东、周恩来、刘少奇、邓小平、陈云、任弼时和十大元帅，十大将军，五十七位上将，图中只展示局部，全套展开更为震撼。
5. ↑  . 人民网. 2011-04-22  [2018-08-07]. （原始内容存档于2020-04-30）.
6. ↑  阎明. . 书摘.   [2023-04-01]. （原始内容存档于2023-04-01）.
7. ↑  . 中华网-中国军事. 2005-06-23  [2009-11-05]. （原始内容存档于2010-02-03）.
8. ↑  . 《湘潮》. 中国共产党新闻网. 2006年  [2014-05-20]. （原始内容存档于2014-05-24）.——关于解放战争中人民解放军歼灭国民党军的确切总人数，由于统计角度和渠道不同，长期以来，国内外相关资料和军事历史学家均有不同的统计数字和说法。
9. ↑  《林彪的这一生》第2节“林彪长到十三岁”。
10. 1 2 3 4 5 6 7 8 9 10 11  林彪简介，中国共产党新闻网，检索日期2009年11月2日 （页面存档备份，存于）。
11. 1 2 3 4  《林彪日记》第一章“1907－1925” （页面存档备份，存于）。
12. ↑  《林氏三兄弟：林育英、林育南、林彪》67节“堂兄帮助进中学”。
13. 1 2 3 4  《林氏三兄弟：林育英、林育南、林彪》68节“报考军校改名字”。
14. ↑  《超级审判：图们将军参与审理林彪反革命集团案亲历记》肖思科，济南出版社，1992年11月，ISBN 978-7-80572-669-4，第四章“领袖身边云集着刺客”。
15. ↑  《林氏三兄弟：林育英、林育南、林彪》71节“会昌激战钱大钧”。
16. 1 2 3 4 5 6  《一生紧随毛泽东：回忆我的父亲开国上将陈士榘》陈人康 口述，金汕、陈义风 著，人民出版社，2007年，ISBN 978-7-01-006105-4，章节“父亲眼中的林彪” （页面存档备份，存于）。
17. 1 2  《粟裕战争回忆录》粟裕，知识产权出版社，2005年，ISBN 978-7-80198-209-4，第三章下“真正的英雄”、第四章下“在战略转移中” （页面存档备份，存于）。
18. 1 2  《陈毅同志给毛主席的信和揭发林彪早年的反党罪行》陈毅，1971年10月10日，1972年5－6月中共中央批林整风汇报会《参阅文件之一》.   [2009-11-09]. （原始内容存档于2008-10-16）.。
19. ↑  险些做逃兵的林彪如何成为井冈山第四号人物？ （页面存档备份，存于） - 历史 - 凤凰网
20. 1 2  《萧克同志对林彪的揭发》萧克，1971年11月20日，1972年5－6月中共中央批林整风汇报会《参阅文件之一》.   [2009-11-09]. （原始内容存档于2008-10-16）.。
21. 1 2  《南昌起义》萧克 主编，人民出版社，1979年7月。
22. ↑  《湘南起义史稿》李沥青 等，中共郴州党史资料征集办公室 编，湖南人民出版社，1986年11月。
23. ↑  《耒阳文史资料》中国人民政治协商会议湖南省耒阳县委员会文史资料研究委员会 编，1985年。
24. ↑  《年关起义在耒阳》，《星火燎原》第一集，人民文学出版社，1964年载。
25. 1 2 3  《雪白血红》第9章“最后一战”。
26. ↑  《林氏三兄弟：林育英、林育南、林彪》75节“打了胜仗生骄气”。
27. ↑  《险些做逃兵的林彪如何成为井冈山第四号人物？》苗体君、窦春芳，《党史文苑》2008年第7期，ISSN 1007-6646 （页面存档备份，存于）。
28. 1 2  《林彪日记》第二章“1926－1933”。
29. ↑  《林氏三兄弟：林育英、林育南、林彪》73节“耒阳连续打两仗”。
30. ↑  《林氏三兄弟：林育英、林育南、林彪》79节“龙岩两打陈国辉”。
31. ↑  《中国共产党历史》中央文献出版社，上卷269－270页。
32. ↑  《林氏三兄弟：林育英、林育南、林彪》80节“龙岗活捉张辉瓒”。
33. ↑  《征程军魂: 长征中的著名将领》朱少军、王晓阳，中共党史出版社，2006年，ISBN 978-7-80199-374-8。“长征开路先锋 聂荣臻与林彪搭档” （页面存档备份，存于）。
34. ↑  《聂荣臻同志给毛主席、党中央的信和揭发林彪的反党罪行》聂荣臻，1971年11月28日，1972年5－6月中共中央批林整风汇报会《参阅文件之一》.   [2009-11-09]. （原始内容存档于2009-10-12）.。
35. ↑  《聂荣臻回忆录》聂荣臻，解放军出版社，2007年8月，ISBN 978-7-5065-5423-7。“遵义会议后的风波”、第25章“关于林彪的几个问题”等。
36. ↑  《李富春同志揭发林贼的罪行》李富春，1971年10月8日，1972年5－6月中共中央批林整风汇报会《参阅文件之一》.   [2009-11-09]. （原始内容存档于2008-10-16）.。
37. ↑  《林氏三兄弟：林育英、林育南、林彪》第86节“要求撤换毛泽东”。
38. ↑  《林氏三兄弟：林育英、林育南、林彪》第87节“领兵飞夺泸定桥”。
39. ↑  《忆长征》杨成武，现代教育出版社，2005年，ISBN 978-7-80196-135-8，第十三章“飞夺泸定桥”。
40. ↑  《西行漫记》埃德加·斯诺，解放军文艺出版社，2002年，ISBN 978-7-5033-1547-3，第五篇中“大渡河英雄”。
41. ↑  《从遵义到陕北》刘忠，《红旗飘飘》1960年6月 （页面存档备份，存于）。
42. ↑  《突破“天险防线”》曾国华，《星火燎原》第四册，中国人民解放军三十周年征文编辑委员会 编，1961年。
43. ↑  查到的有9月14日、17日、21日 （页面存档备份，存于）、25日（毛泽东于“平型关大捷”前对林彪的指示《读报参考》八月刊）的电报。
44. ↑  《胡温为林彪含蓄正名》陈破空，香港开放杂志，2007年9月.   [2009-11-09]. （原始内容存档于2010-02-15）.。
45. ↑  《林彪画传》章节“林彪母亲死在逃难路上的广西柳州”。
46. ↑  《解放》周刊10月17日。《高举毛泽东思想伟大红旗的杰出典范-林副主席文选》中国人民解放军空军无产阶级革命派 编，1968年8月载。
47. ↑  《八路军发展史》柳茂坤，山西人民出版社，2005年，ISBN 978-7-203-05372-9，475页 （页面存档备份，存于）。
48. ↑   （页面存档备份，存于）。
49. ↑  《林彪的视野到底有多宽？》黄瑶，《党史博览》2009年8月，ISSN 1005-1686 （页面存档备份，存于）。
50. ↑  [ 魏碧海：“前115师卫生部长谈林彪负伤经过”，《人民政协报·春秋周刊》2001年4月13日]
51. ↑  《林彪中枪负伤经过》记者2000年11月2日采访当时115师卫生部长谷广善，《人民政协报·春秋周刊》.   [2009-11-12]. （原始内容存档于2011-07-18）. （页面存档备份，存于）
52. ↑  《林氏三兄弟：林育英、林育南、林彪》92节“校长政委一身兼”。
53. 1 2 3  《雪白血红》第12章“又一声‘撤’之后平”。
54. 1 2 3 4 5 6  《林彪卫士长李文普不得不说》李文普1998年12月接受采访，《中华儿女》1999年2月，ISSN 1003-0557。
55. ↑  《中共党史参考资料》中共中央党校党史教研室 编，人民出版社，1979年11月，第四册“抗日战争时期”收录《论短促突击》。
56. ↑  罗瑞卿1972年揭发林彪的材料 （页面存档备份，存于）
57. 1 2 3 4 5  《百年林彪》章节“为林彪元帅辩护” （页面存档备份，存于）。
58. ↑  《林氏三兄弟：林育英、林育南、林彪》96节“重庆舌战蒋介石”。
59. 1 2 3  “毛泽东选定林彪经略东北过程”，姚有志 李庆山：《辽沈战役实录》，白山出版社，2008年09月版，ISBN：9787806874684 的存檔，存档日期2015-04-02.
60. ↑  .   [2019年10月26日]. （原始内容存档于2020年3月24日）.
61. 1 2 3 4 5  .   [2019-10-26]. （原始内容存档于2015-03-08）.
62. ↑  《从进军东北到全境解放》“辽沈战役”编辑办公室，1984年；《中国共产党波澜壮阔的七十年》中共中央党校党史教研室，中国青年出版社出版，1991年，页226。
63. ↑  《东北解放战争大事记》丁晓春、戈福禄、王世英 编，中共党史资料出版社，1987年7月，ISBN 978-7-80023-007-3，第15页。
64. ↑  《东北三年解放战争军事资料》中国人民解放军东北军区司令部 编，1949年10月，196页。
65. ↑  《雪白血红》第8章“独霸东北”。
66. 1 2  《雪白血红》第10章“四平不平”。
67. ↑  《雪白血红》第11章“春之冬”。
68. ↑  《雪白血红》第13章“魅力和伟力”，第22章“解放”。
69. ↑  《雪白血红》第17章“热雪”。
70. ↑  《雪白血红》第19章“血城”。
71. 1 2 3  《从林彪吃黄豆说起》孙志强，三略观察网 （页面存档备份，存于）。
72. ↑  《雪白血红》第20章“金秋”。
73. 1 2 3  《林彪日记》第七章“1948－1949”。
74. ↑  《雪白血红》第30章“不生不死”、第31章“兵不血刃”。
75. ↑  《雪白血红》第33章“辽西那些窝棚”。
76. ↑  《雪白血红》第18章“黑土地之狐”。
77. ↑  《张正隆：林彪放今天也就是普通白领 当不了大官》郑连根，《济南时报》 （页面存档备份，存于）。
78. ↑  《林彪元帅军事论文选集》，中国人民解放军总参谋部军训部 编印（内部发行），1961年4月，118、119、128、167、168、201-204页等。
79. ↑  《坚决执行华中局工作方针，湖北省委确定工作步骤》，《长江日报》1949年7月4（一说14）日B1版。
80. ↑  《杜润生自述：中国农村体制变革重大决策纪实》杜润生，人民出版社，2005年，ISBN 978-7-01-004979-3，2-3页。
81. ↑  《龙困与微行》权延赤，中国文联出版社，2000年5月，ISBN 978-7-5059-3606-5，“杨成武在1967”第一章下“碰头会”。
82. 1 2  《毛泽东的艰难决策－－中国人民志愿军出兵朝鲜的决策过程》王波，中国社会科学出版社，2002年10月，ISBN 978-7-5004-3557-0，143、144、162、169页。
83. ↑  《我给林彪治“怪病”——访离休老战士楚成瑞》蒋霞，《南方周末》报纸2000年11月23日 （页面存档备份，存于） （页面存档备份，存于）。
84. ↑  搜狐历史：林彪一语道破朝鲜战争中的惊人真相
85. ↑  《林彪日记》第八章“1950－1958”。《聂荣臻年谱》周均伦，人民出版社，1999年，ISBN 978-7-01-003046-3，下册682页。
86. 1 2  《若干重大决策与事件的回顾》薄一波，中共党史出版社，2008年，ISBN 978-7-80199-892-7，第三十章“庐山会议的‘反右倾’” （页面存档备份，存于）。
87. 1 2  《人祸》丁抒，九十年代杂志社，1991年，ISBN 978-962-339-069-9，第八章“反右倾饥馑蔓延”.   [2009-11-18]. （原始内容存档于2009-11-26）..   [2009-11-18]. （原始内容存档于2009-10-15）.。
88. ↑  .   [2012-04-09]. （原始内容存档于2020-05-26）.
89. ↑  .   [2010-05-12]. （原始内容存档于2020-10-15）.
90. ↑  .   [2010-05-12]. （原始内容存档于2020-12-15）.
91. ↑  .   [2010-05-12]. （原始内容存档于2010-05-25）.
92. ↑  .   [2010-05-12]. （原始内容存档于2020-12-15）.
93. ↑  爱拈花惹草玩女人 林彪集团的主将黄永胜 的存檔，存档日期2010-05-25.
94. ↑  .   [2010-05-12]. （原始内容存档于2020-07-20）.
95. ↑  《林彪日记》第九章“1959－1965”。
96. ↑  《核工业发展50年的巨变：中国蘑菰云》孟昭瑞， 辽宁人民出版社，2008年，ISBN 978-7-205-06433-4，第26节。
97. 1 2 3  《变局——中国七千人大会始末》张素华，中国青年出版社，2006年6月，ISBN 978-7-5006-6792-6，章节“林彪临时决定抛开事先准备的讲话稿”，插话是参加起草刘少奇书面报告的胡绳回忆 Archive.today的存檔，存档日期2006-08-21。
98. ↑  《“七千人大会”林彪讲话再分析》（日期：[ 2008年4月15日 ] 版次：[ RB15 ] 版名：[ 历史 ] 稿源：[南方都市报] 作者：◎罗韬）
99. ↑  《毛泽东传（1949－1976）》1399页。
100. ↑  《林彪画传》章节“林彪与毛泽东，谁能搞倒罗瑞卿”
101. ↑  郭大钧. . 北京师范大学出版社. 2011: 158.
102. ↑  《我所知道的叶群》官伟勳，中国文学出版社，1993年5月，ISBN 978-7-5071-0163-8，215页。
103. ↑  2006年3月12日，舒云採访叶群弟弟叶镇笔记，《百年林彪》“为林彪元帅辩护”。
104. ↑  《王光美访谈录》黄峥，中央文献出版社，2006年1月，10、202、406页。
105. ↑  《“文化大革命”研究资料》第一卷，85页；《中华人民共和国国史通鉴（1949-1992）》有林、郑新立、王瑞璞，红旗出版社，1993年，ISBN 978-7-80068-577-4，第3卷205页。
106. ↑  《“文革”期间，我给林彪当秘书》239页。
107. ↑  《“文革”期间，我给林彪当秘书》上，445页。
108. ↑  《“文化大革命”研究资料》上，317页。
109. ↑  《毛家湾纪实：林彪秘书回忆录》第八章中“造作的‘突出主席’”
110. ↑  《大动乱的年代：“文化大革命”十年史》王年一，河南人民出版社，2005年9月，373页。
111. ↑  《林彪不让祝他“永远健康”的内情》阎长贵，《党史博览》2004年第10期。
112. ↑  《“文革”期间，我给林彪当秘书》95-96页。
113. ↑  《林彪画传》“序”。
114. ↑  《“文化大革命”研究资料》中，87页。
115. ↑  .   [2021-06-19]. （原始内容存档于2021-07-08）.
116. ↑  《晚年周恩来》高文谦，明镜出版社，2003年4月，ISBN 978-1-932138-07-8.   [2009-11-09]. （原始内容存档于2010-05-29）.
117. ↑  《毛家湾纪实：林彪秘书回忆录》329页。
118. 1 2   王年一、何蜀的“‘设国家主席’问题论析”，《华夏文摘增 刊224期·文革博物馆通讯70期》，2000年7月13日出版
119. ↑   金冲及主编《周恩来传·下》，北京，中央文献出版社，1998 年，1970 页
120. ↑   邱會作《邱會作回憶錄》,新世紀出版社, 2011 年 1 月版
121. ↑   王年一、何蜀:〈重議1970年的廬山會議及毛澤東、林彪衝突之起源──在「設國家主席」之爭的背後〉,原載美國《當代中國研究》第2001年第1期
122. ↑  岁月艰难，吴法宪回忆录，香港：香港北星出版社 2006
123. ↑  《陈伯达最后口述回忆》陈晓农（陈伯达之子）编，阳光环球出版香港有限公司，2005年3月，ISBN 978-988-98295-1-3，“‘文化大革命’的岁月”章节“九届二中全会之谜”。
124. ↑  岁月艰难，吴法宪回忆录， 香港：北星出版社，2006年9月
125. ↑  毛主席在外地巡视期间同沿途各地负责同志的谈话，中共中央文件1972年12号
126. ↑  岁月艰难，吴法宪回忆录， 香港：北星出版社，2006年9月<
127. ↑  《1971年3月22日 林彪指使林立果等制定“571工程纪要”》，中国共产党新闻网 （页面存档备份，存于）。
128. ↑  《毛泽东在林彪事件前的关键决策》曹英，中国共产党新闻网 （页面存档备份，存于）。
129. ↑  .   [2012-07-30]. （原始内容存档于2020-08-24）.
130. ↑  《毛泽东传（1949－1976）》章节“林彪事件”。
131. ↑  《林彪出逃坠机身亡》中国共产党新闻网，检索日期2009年11月2日 （页面存档备份，存于）
132. ↑  《我所知道的叶群》官伟勳，中国文学出版社，1993年5月，121页。
133. ↑  《毛泽东传（1949－1976）》章节“一九七二年的内政和外交”。
134. ↑  其一是“中共中央1974年1号文件”《林彪与孔孟之道(材料之一)》1974年1月。
135. ↑  . 作者：邓书杰 李 梅 吴晓莉 苏继红.   [2020-10-31]. （原始内容存档于2020-12-15）.
136. ↑  《“文化大革命”简史》席宣、金春明，中共党史出版社，2006年，ISBN 978-7-80199-392-2，391页 （页面存档备份，存于）。
137. ↑   中國評論, Issues 456-481，17页， 台湾中国评论社
138. ↑  .   [2021-06-19]. （原始内容存档于2021-07-08）.
139. ↑  1971年10月24日,《人民日报》发表署名“李成”的文章：《林彪一伙鼓吹的唯生产力论的反革命实质》，对林彪提出的“‘九大’以后的主要任务是发展生产”的所谓“唯生产力论”进行了批判。
140. ↑  《人民日报》 1975.04.04 刊[林彪一伙喊叫“民富”用心何在]林彪一伙鼓吹要建设“民富国强”的“真正的社会主义”，这个反动口号。
141. ↑  . 新浪.   [2013-08-04]. （原始内容存档于2012-05-23）.
142. ↑  中共中央文件《中发（82）9号文82年1月31日》，《超级审判》698页。
143. ↑  . （原始内容存档于2015-03-18）.
144. ↑  . 凤凰网.   [2011年9月8日]. （原始内容存档于2020年6月4日） （中文（简体））.
145. ↑  .   [2012-11-04]. （原始内容存档于2016-03-05）.
146. ↑  . m.sohu.com.   [2023-03-05]. （原始内容存档于2023-03-05）.
147. ↑  . 凤凰网.   [2012年1月6日]. （原始内容存档于2020年6月4日） （中文（简体））.
148. ↑  . 凤凰网.   [2011-10-24]. （原始内容存档于2011-10-28） （中文（简体））.
149. ↑  . 伍禄香. 凤凰网.   [2011年9月1日]. （原始内容存档于2020年6月4日） （中文（简体））.
150. ↑  . 张雄文. 凤凰网.   [2011年12月18日]. （原始内容存档于2020年6月4日） （中文（简体））.
151. ↑  . 环球时报.   [2011年12月30日]. （原始内容存档于2012年1月8日） （中文（简体））.
152. ↑  . 凤凰网.   [2011年9月9日]. （原始内容存档于2020年6月4日） （中文（简体））.
153. ↑  . 凤凰网.   [2011年9月11日]. （原始内容存档于2020年6月4日） （中文（简体））.
154. ↑  . 凤凰网.   [2011年9月4日]. （原始内容存档于2020年6月4日） （中文（简体））.
155. ↑  . 凤凰网.   [2011年9月11日]. （原始内容存档于2020年6月4日） （中文（简体））.
156. ↑  . 2011年09月11日. （原始内容存档于2020年6月4日） （中文（简体））.
157. ↑  .   [2023-05-26]. （原始内容存档于2023-05-26）.
158. ↑  .   [2023-05-28]. （原始内容存档于2023-05-29）.

## 延伸阅读

### 出版物
- 林彪发出的及与毛泽东来往的电报、文件。
- 九一三事件后各种对林彪的揭发材料。
- 《林彪同志语录》、《林副主席语录》（只1967年至九一三事件间发行过）。
- 《以林副主席为光辉榜样 永远忠于毛主席 – 林副主席的光辉战斗历程》北京外贸学院革委会《贸院红旗》编辑部，1968年7月。
- 《见证历史：一个平凡人在不平凡的时代》谭云鹤，中国工人出版社，2002年5月，ISBN 978-7-5008-2673-6。
- 《特别审判：林彪、江青反革命集团受审实录》图们、肖思科，中央文献出版社，2003年，ISBN 978-7-5073-1295-9。
- 《黑白人生林彪》潘强恩，延边人民出版社，2005年，ISBN 978-7-80698-100-9。
- 史学，《林案的玄机和蹊跷》，第427期《华夏文摘》（文革博物馆增刊），2005年4月6日。（似为相同内容《史学解读林彪疑案 （页面存档备份，存于）》）
- 《枪杆子1949》张正隆，人民出版社，2008年9月，ISBN 978-7-01-007294-4。
- 《尘劫》张宁，明镜出版社，1997年12月，ISBN 978-962-357-940-7。
- 《重审林彪罪案》丁凯文 主编，明镜出版社，2004年7月，ISBN 978-1-932138-20-7。
- 《晚年林彪》温相，东西文化事业公司，2007年6月，ISBN 978-962-8873-33-3。

### 网络链接
- 《中共重要历史文献资料汇编》林彪专辑
- 林彪評價變遷 （页面存档备份，存于），鳳凰網
- 多面林彪 （页面存档备份，存于），鳳凰網
- 林彪元帅之死 （页面存档备份，存于），俄罗斯之声
- （中文）《林彪的这一生》在线阅读
- 中国共产党新闻网-林彪 （页面存档备份，存于）

| 中華人民共和國政府职务 | 中華人民共和國政府职务                  | 中華人民共和國政府职务 |
| ---------------------- | --------------------------------------- | ---------------------- |
| 前任： 彭德怀          | 中华人民共和国国防部部长 1959年－1971年 | 繼任： 叶剑英          |